# Discografia das divisões inferiores do carnaval do Rio de Janeiro
A Discografia das divisões inferiores do carnaval do Rio de Janeiro traz as faixas contidas em cada álbum e seus respectivos intérpretes, compositores, na ordem do CD. de 2007 e 2008, o então Grupo B passou-se a incluir suas faixas, juntamente com a do antigo Grupo A. mas em 2009, voltou a ser um CD único, com uma nova nomenclatura (Grupo Rio de Janeiro 1), assim como na epoca da LESGA, este álbum passou a ser comercializado em CD separado do Grupo A, respectivamente em 2011 e 2013.
E desde 2013, inclui-se os Grupos C e D. após retornar a AESCRJ e com a migração interina, pra LIERJ, passou a não ser mais comercializado e reunir apenas gravações independentes de cada escola do grupo e assim como na LIESB.
Em 2017 a Caprichosos ficou fora do CD por não entregar seu samba-enredo no prazo estabelecido pela LIESB, também perdendo dois pontos de penalidade antes mesmo do desfile oficial.
Já em 2022, a SuperLiga (ex-Liesb) mudou novamente a nomeclatura do grupos agora sendo Série Prata e Série Bronze. além de serem comercializados nas plataformas digitais e de serem separados em gravação independente das escolas juntamente com a ficando a produção do CD a cargo de Rafael Prates, que também atua no CD do Grupo Especial.
Em 2024, o CD passou a ser duas produções diferentes: Leonardo Bessa a frente da Série Prata e a Bronze, a cargo de Rafael Prates e com isso passou-se a ser separado.

## 2001
| Faixa | Escola              | Enredo                                              | Autor                                                                        | Intérprete                                                             | Ref.  |
| ----- | ------------------- | --------------------------------------------------- | ---------------------------------------------------------------------------- | ---------------------------------------------------------------------- | ----- |
| 1     | Lins Imperial       | O Canto da Guerreira - Homenagem a Clara Nunes      | Zeca do Lins, Juarez Martins, Niltinho Moreno e Luiz Andorinha               | Edmilson Villas                                                        | [ 6 ] |
| 2     | Arranco             | Oh, que Saudades que eu Tenho!                      | Wandrey Dedeco, Jorge Vela, Carlinhos Maciel e Edson Batista                 | Nilson Participações Especiais: Espanhol e Coro de Crianças do Arranco | [ 6 ] |
| 3     | Jacarezinho         | Maracanã, 50 Anos de Emoções                        | Tião Larrieu, Tia Helô, Dalvan e Nelson Pilão                                | Joelson                                                                | [ 6 ] |
| 4     | Foliões de Botafogo | Quando 3001 Chegar                                  | Arilson, Jorge Telé e Max                                                    | Júlio Negão                                                            | [ 6 ] |
| 5     | Rocinha             | E Deus Criou a Mulher                               | Galdinão, Serginho, Bilica, Beto Kavaketta e Maurício Amorim                 | Zezé da Rocinha                                                        | [ 6 ] |
| 6     | Sossego             | Nação Guaykuru, um Império no Rio Paraguai          | Edilson Andrade, Ademir Magalhães, Jorge Cantagalo e Bira                    | Juarez Maia                                                            | [ 6 ] |
| 7     | Engenho da Rainha   | Engenho da Rainha, 51 Anos: uma Boa Idéia           | Fabinho da Raça, Miolinho, Pica Pau, Mário Gordo e Gilberto Fita             | Antônio Carlos                                                         | [ 6 ] |
| 8     | Santa Marta         | Brasil, Lugar de Toda Pobreza, Educação é a Solução | Edinho, Edilson, Almir, Sidmar, Luciano, Washigton, Marquinhos e Nego Wando  | Washington                                                             | [ 6 ] |
| 9     | Alegria da Zona Sul | Um País de Todas as Raças                           | Edu do Cavaco, Kléber e Sérgio                                               | Niltinho Oliveira Participação Especial: Beiçola                       | [ 6 ] |
| 10    | Cabuçu              | Cabuçu Canta e Encanta com o Canto das Sereias      | Carlinhos Melodia, Wanderlei Araújo, Chiquinho da Passarela e Valdir da Mina | Sereno                                                                 | [ 6 ] |

## 2002
| Faixa | Escola              | Enredo                                                                    | Autor                                                               | Intérprete           | Ref.  |
| ----- | ------------------- | ------------------------------------------------------------------------- | ------------------------------------------------------------------- | -------------------- | ----- |
| 1     | Vizinha Faladeira   | Nem Tudo Que Reluz é Ouro                                                 | Luisinho Oliveira, Henrique Guerra, Waguinho e Marcinho             | Carlinhos Emoção     | [ 7 ] |
| 2     | Unidos do Cabuçu    | Se Reciclar Não Vai Faltar                                                | Chiquinho Passarela, Carlinhos Preto, Roberto Gamação e Neca Bittar | Sereno               | [ 7 ] |
| 3     | Jacarezinho         | Jacarezinho e Daniel Azulay Brincando nos 25 Anos da Turma do Lambe-Lambe | Maneco, Leandro, Pedro Miguel e Diego Moura                         | Joelson Ribeiro      | [ 7 ] |
| 4     | Cubango             | África - O Exuberante Paraíso Negro                                       | Jacy Inspiração, Celso Tropical, Rogerão e Gilberth Castro          | Palito do Porto      | [ 7 ] |
| 5     | Em Cima da Hora     | A Poesia anda de Bonde e a Em Cima da Hora conta essa Linda História      | Adilsinho, Pedrinho, Carlinhos Black e Gilberto Santa Casa          | Fogueira             | [ 7 ] |
| 6     | Unidos de Lucas     | O Centenário de Paulo da Portela                                          | Waldyr Basílio, Adelson, Licínio e Elias                            | Edimilton di Bem     | [ 7 ] |
| 7     | Lins Imperial       | Os Cucumbins, a Trajetória do Samba                                       | Zeca do Lins, Juarez Martins, Gilmar e Herg Mariano                 | Carlinhos de Pilares | [ 7 ] |
| 8     | Arranco             | Feira de São Cristóvão, o Nordeste também é aqui                          | Jorge Touro, Barão e Luizinho da Abolição                           | Fernandinho Espanhol | [ 7 ] |
| 9     | Foliões de Botafogo | Deus Ajuda Quem Cedo Madruga                                              | Tuninho Azevedo, China da Estácio, Cláudio do Cavaco e Marcela      | Júlio Negão          | [ 7 ] |
| 10    | Sossego             | Andar com Fé eu vou... Brasil, Tua Alma é Barroca!                        | Fernando de Lima, Marcos Antunes, Doutor e Silvão                   | Edmilson Villas      | [ 7 ] |
| 11    | Alegria da Zona Sul | O Sonho Dourado de Percy                                                  | Valter, Marinho e Bedeu                                             | Niltinho Oliveira    | [ 7 ] |

## 2003
| Faixa | Escola            | Enredo                                                                             | Autor                                                                                    | Intérprete        | Ref.  |
| ----- | ----------------- | ---------------------------------------------------------------------------------- | ---------------------------------------------------------------------------------------- | ----------------- | ----- |
| 1     | Império da Tijuca | A Magia Imperial põe a mão na Massa e encanta a massa na Sapucaí                   | Aloisio Villar, Cadinho da Ilha, Pardal, Paulo Travassos, Mestre Arerê e Fabio Fernandes | Jackson Nogueira  | [ 8 ] |
| 2     | Villa Rica        | Do Trigo da Terra... Arte do Pão                                                   | Negozinho, J. Vieira e Robinho do Cavaco                                                 | Nêgo Martins      | [ 8 ] |
| 3     | Jacarezinho       | Jacarezinho roda, roda, roda e avisa: Que saudades do Velho Guerreiro - Chacrinha  | Barbeirinho do Jacarezinho, Marcos Diniz, Baianinho do Pandeiro e Nego Piu               | Joelson Ribeiro   | [ 8 ] |
| 4     | Alegria           | Festa no Quilombo, na Coroação de um Rei Negro                                     | Fio, Moura e Expedito                                                                    | Niltinho Oliveira | [ 8 ] |
| 5     | Sossego           | Sossego atravessa a baía na barca da folia                                         | Xéxa, Carlinhos Santa Rosa, Maneco e Serginho Ubiratan                                   | Bebeto Porto      | [ 8 ] |
| 6     | Parque Curicica   | Da criação à reconstrução - 90 anos do Mercadão de Madureira                       | Luís Camelô, Paulo Bispo e Nego Lindo                                                    | Rogerinho         | [ 8 ] |
| 7     | Barra da Tijuca   | É arte, é carnaval. A Barra da Tijuca apresenta o Teatro do Oprimido na vida real! | Ciraninho, Felipe, Leandro Fregonesi e Rafinha                                           | Sereno            | [ 8 ] |
| 8     | Em Cima da Hora   | XVª. REGIÃO - Nossa Vida, Nosso Progresso, Nossa Paixão...                         | Jefinho, Sidney de Pilares, Henry, Marcos, Julio Cezar e Kadu Pqd                        | Fogueira          | [ 8 ] |
| 9     | Renascer          | Arre égua! Hoje nós vamos pras comédias!                                           | Leo Nunes, Silas Nascimento e Ailton                                                     | Antônio Carlos    | [ 8 ] |
| 10    | Lins Imperial     | Segura a Marimba! Aroldo Melodia vem aí!                                           | Gutinho, Cosme Santana, Alquivelson e Paulinho Poeta                                     | Edmilson Villas   | [ 8 ] |
| 11    | Vizinha Faladeira | Todo Mundo tem Família - A História é a mesma, só muda o endereço                  | Helinho 107, Alexandre Português, Sérgio Aguiar, Cacá Santos e Betinho do Cavaco         | Marcelinho        | [ 8 ] |

## 2004
| Faixa                                                                  | Escola                            | Enredo                                                                                           | Autor                                                                          | Intérprete                       | Ref.  |
| ---------------------------------------------------------------------- | --------------------------------- | ------------------------------------------------------------------------------------------------ | ------------------------------------------------------------------------------ | -------------------------------- | ----- |
| 1                                                                      | Vizinha Faladeira                 | A Bela Adormecida                                                                                | Helinho, Tito, Ivanísia, So e Newton Moreno                                    | Marcelinho                       | [ 9 ] |
| 2                                                                      | Boi da Ilha                       | Uni, Duni, Tê, brincando construí um mundo novo pra você                                         | Nando Pessôa, Fábio Fernandes, Marquinho Marino, Rose Joal e Julinho           | Cadinho da Ilha e Roger Linhares | [ 9 ] |
| 3                                                                      | Parque Curicica                   | Verdade pra quem viveu, miragem pra quem não viu, invasão de amor e paz nas terras do meu Brasil | Luis Maia, Marcelo Rodrigues, Robertinho Grande e Paulo Victor                 | Sandro Silva                     | [ 9 ] |
| 4                                                                      | Unidos da Ponte                   | Hei de torcer, torcer, torcer...América, 100 anos de paixão                                      | Willian Ferreira e Jovaci                                                      | Nélio Marins                     | [ 9 ] |
| 5                                                                      | Império da Tijuca                 | A Império da Tijuca é doce, mas não é mole não!                                                  | Noronha, Rafael Coutinho e Gatto                                               | Anderson Kybba                   | [ 9 ] |
| 6                                                                      | Unidos de Lucas                   | Da Pedra Bonita ao resgate social, Itaboraí - uma história sem igual                             | Luis Carlos, Samuca, Edmilton Di Bem e Sereno                                  | Edmilton Di Bem                  | [ 9 ] |
| 7                                                                      | Cabuçu                            | Therezinha Monte, A guerreira do samba e seus 20 anos de folia na Cabuçu                         | Paulo Figueiredo, Dudu Mendes, Telmo Augusto, Paulinho da Área e Carlos Junior | Paulinho da Área e Carlos Junior | [ 9 ] |
| 8                                                                      | Jacarezinho                       | Unisuam no mundo Jacaré, coruja é rei                                                            | Ailton, Marcelinho, Luiz Bieira e Roxinho                                      | Eliezer                          | [ 9 ] |
| 9                                                                      | Barra da Tijuca                   | Luz, Câmera e Ação, Cacá Diegues na Barra da Tijuca, é pura emoção!                              | Rono Maia, Alexandre Alegria, Ed Samba e Willian do CDD                        | Sereno                           | [ 9 ] |
| 10                                                                     | Arranco                           | Maria Augusta - O sonho nas estrelas                                                             | Bira Só Pagode, Tuil Pontes, Lula e Gutinho                                    | Leonardo Bessa                   | [ 9 ] |
| 11                                                                     | Independente da Praça da Bandeira | Oswaldo Cruz, o médico do Brasil no Palácio da Saúde                                             | Nino do Cabuis, Marcelo Marron, Adalto Adm e Paulo Lopitas                     | Tico do Gato                     | [ 9 ] |
| 12                                                                     | Foliões de Botafogo               | Um Conto Tapajó-Madeira, Foliões enfeitando a Fauna Brasileira                                   | Pato Roco, Edinho, Luiz Pião, Xandão e Júnior                                  | Maurício Poeta                   | [ 9 ] |
| Show das baterias: Participação da bateria da União do Parque Curicica |                                   |                                                                                                  |                                                                                |                                  |       |

## 2005
| Faixa | Escola                            | Enredo                                                                           | Autor                                                                              | Intérprete          | Ref.   |
| ----- | --------------------------------- | -------------------------------------------------------------------------------- | ---------------------------------------------------------------------------------- | ------------------- | ------ |
| 1     | Jacarezinho                       | Monarco: voz e memória do samba, um passado de glória                            | Barbeirinho do Jacarezinho, Gilson Bernini, Carvalhaes e Baianinho do Pandeiro     | Eliezer             | [ 10 ] |
| 2     | Império da Tijuca                 | Sargentelli, um Carioca do Brasil, é samba, é alegria, é mulata nota nota mil    | Eddie Naval, Genival Cirilo, Roberto Eloy, Antonio do Sto. Antônio e Renato Grajaú | Douglas Silva       | [ 10 ] |
| 3     | Estácio                           | Arte negra na legendária Bahia (Reedição do carnaval de 1976)                    | Caruso, Caramba e Dominguinhos do Estácio                                          | Talarico Da Latinha | [ 10 ] |
| 4     | Leão de Nova Iguaçu               | Na magia do palco da vida - Emilinha Borba, a Rainha do Brasil                   | Luis Carlos D'Avenida, Don Mosquito, Carlinhos Ousadia e Tanir da Ponte            | Tiganá              | [ 10 ] |
| 5     | Mocidade de Vicente de Carvalho   | Da lenda à história de Itaguaí                                                   | Renato, Sandro, Uanderson e Mica                                                   | Renato              | [ 10 ] |
| 6     | Independente da Praça da Bandeira | Josué de Castro: Ecoa um Grito contra a Fome, pela Cidadania e pela Paz na Terra | Dil da Baixada, Jurandir JB, Gil Valente e Toinsinho do Vilar                      | Tico do Gato        | [ 10 ] |
| 7     | Inocentes de Belford Roxo         | O ouro do lixo - De onde vem, para onde vai, reciclando com o pé no futuro       | Juninho, Paulinho Pontes, Gilberto Gonçalves e Cassio                              | Tem-Tem Sampaio     | [ 10 ] |
| 8     | Arranco                           | Quem vai querer? (Reedição do carnaval de 1989)                                  | Juan Espanhol, Sylvio Paulo e Jarbas da Cuíca                                      | Leonardo Bessa      | [ 10 ] |
| 9     | Lins Imperial                     | O Bêbado e a Equilibrista - O Show tem que Continuar                             | Ricardo 10, Wander do Cavaco, Dudu Mendes e Wallace                                | Waldir Imperial     | [ 10 ] |
| 10    | Unidos da Ponte                   | E eles verão a Deus (Reedição do carnaval de 1983)                               | Mazinho, Ambrósio e Renatinho                                                      | Nélio Marins        | [ 10 ] |
| 11    | Boi da Ilha                       | As Águas de Oxalá                                                                | Ivan Pagodeiro, Professor, Nelsinho e Ginho                                        | Cadinho da Ilha     | [ 10 ] |
| 12    | Unidos de Lucas                   | Mar baiano em noite de gala (Reedição do carnaval de 1976)                       | Carlão Elegante, Pedro Paulo e Joãozinho                                           | Edmilton Di Bem     | [ 10 ] |

## 2006
| Faixa | Escola               | Enredo                                                                               | Autor                                                                                           | Intérprete            | Ref.   |
| ----- | -------------------- | ------------------------------------------------------------------------------------ | ----------------------------------------------------------------------------------------------- | --------------------- | ------ |
| 1     | Boi da Ilha          | O Amanhã (Reedição do carnaval de 1978, da União da Ilha)                            | João Sérgio                                                                                     | Cadinho da Ilha       | [ 11 ] |
| 2     | Unidos da Ponte      | Da Cor do Pecado (Reedição do carnaval de 1992)                                      | Grillo, Og do Cavaco, Osvaldo do Parque, Serginho do Porto e Naldo                              | Tico do Gato          | [ 11 ] |
| 3     | Paraíso do Tuiuti    | O Imperador morava ali, do outro lado do Tuiuti                                      | Du Pagode, Fábio Malafaia, J. Junior e Marcelo Pagodeiro                                        | Serginho Gama         | [ 11 ] |
| 4     | Flor da Mina         | O Direito de ir e vir da aldeia do Andira-y, da cadeirinha ao metrô, eu também vou   | Totonho, David, Carlinhos Aniceto, Evaristo e Marcio Silva                                      | Carlos Junior         | [ 11 ] |
| 5     | Praça da Bndeira     | O sertão vai virar mar, o Velho Chico quem vem avisar                                | Marcelinho, Alex, Lula, Alexandre, Jorge Macholão e Anacleto                                    | Leléu e Naninho Alves | [ 11 ] |
| 6     | Lins Imperial        | Arraial do Pavulagem                                                                 | Ricardo 10, Wander do Cavaco, Paulinho da Área, Diego, William, Alcir, Condongo e Carlos Junior | Waldir Imperial       | [ 11 ] |
| 7     | Império da Tijuca    | Tijuca, cantos, recantos e encantos (Reedição do carnaval de 1986)                   | Pedrinho da Flor, Baster, Belandi e Marinho da Muda                                             | Douglas Silva         | [ 11 ] |
| 8     | União de Jacarepaguá | Alô, alô, Intendente! Aquele abraço!                                                 | Marinho, Ivanísia, Fernando Tcha Tcha, Tito e Jorge Buccos                                      | Rixxah                | [ 11 ] |
| 9     | Inocentes            | Lenda das Sereias - Rainha do Mar (Reedição do carnaval de 1976, do Império Serrano) | Vicente Mattos, Dinoel Sampaio e Arlindo Velloso                                                | Tem-Tem Sampaio       | [ 11 ] |
| 10    | Difícil é o Nome     | Olubajé, A Festa da Libertação (Reedição do carnaval de 1994)                        | Deni Poeta, Joel José, Paulo Roberto e Jair Sapateiro                                           | Sidney de Pilares     | [ 11 ] |
| 11    | Unidos de Lucas      | Lua Viajante (Reedição do carnaval de 1982)                                          | Dagoberto de Lucas, Zeca Melodia e Dona Gertrudes                                               | Edmilton Di Bem       | [ 11 ] |
| 12    | Parque Curicica      | GLS com a bandeira da alegria, o babado da Curicica no carnaval é só alegria!        | Humberto Carlos, Elizeu, Jarbas da Freguesia e Robson Vivendo                                   | Júlio Negão           | [ 11 ] |

## 2007
| Faixa | Escola                            | Enredo | Autor | Intérprete        | Ref.   |
| ----- | --------------------------------- | --- | --- | ----------------- | ------ |
| 1     | Flor da Mina                      | O grande estadista do Brasil - João Maria José Francisco Xavier de Paula Luis Antônio Domingos Rafael de Bragança | Joel Simpatia, Aroldo Pereira, Paulinho do Táxi e Pierrot                                                                           | Carlos Júnior     | [ 12 ] |
| 2     | Unidos de Padre Miguel            | Unidos pelos caminhos da fé, desbravando os carnavais                                                             | Tuninho do Traylle, Marquinho do Cavaco, Gule, Diego Rodrigues, Fernando Mansinho, Fernando Pia e Elemir                            | Edson Carvalho    | [ 12 ] |
| 3     | União de Jacarepaguá              | Chá, Elixir da Vida, Herança Milenar de Aroma, Arte e Cultura                                                     | Ivanísia, Fernando Tchá-Tchá, Marinho, Tito, Jorge Buccos e Girão                                                                   | Rixxah            | [ 12 ] |
| 4     | Boi da Ilha                       | Alô, Alô, Tem Boi na linha!                                                                                       | Aloisio Villar, Barbieri, Cadinho da Ilha, Marquinhus do Banjo e Walkir                                                             | Cadinho da Ilha   | [ 12 ] |
| 5     | Paraíso do Tuiuti                 | Vamos falar de Amor (Reedição do carnaval de 1983)                                                                | Beto Xangô e Dentinho | Alex Tuiuti       | [ 12 ] |
| 6     | Sereno                            | É Carnaval! A Coruja Manda Avisar... Deu Águia, Viva a Portela!                                                   | Nézio, Guará, Eli Penteado, Cosme e Antônio Carlos                                                                                  | Antônio Carlos    | [ 12 ] |
| 7     | Inocentes                         | Chatô, a fanfarra do homem sério mais engraçado do Brasil                                                         | Douglas do Pulo, Flavio Ignez, Rafael Poesia, Cristiano Oliveira, Ailton Santos, Mc Chumbinho e Jorge Ney                           | Tem-Tem Sampaio   | [ 12 ] |
| 8     | Unidos de Lucas                   | Circo, Futebol e Samba: A Expressão de um Povo                                                                    | Carlinhos Boemia, Mozart Barros, Licínio Simpatia, Ernandes Tinta Forte, Cosminho da Tia, Beto Piranha, Cossito e Jacy Melodia      | Edmilton Di Bem   | [ 12 ] |
| 9     | Difícil é o Nome                  | Rio das Ostras, A Pérola Brasileira                                                                               | Toinzinho, Carlos Sol, Igor Reis, Walter Alcerca, Paulo César e Sidney de Pilares                                                   | Sidney de Pilares | [ 12 ] |
| 10    | Lins Imperial                     | Chico Mendes, o arauto da natureza (Reedição do carnaval de 1991)                                                 | João Banana, Serjão, Jorge Paulo e Tuca                                                                                             | Celino Dias       | [ 12 ] |
| 11    | Vizinha Faladeira                 | Oduduya - A Volta ao Templo da Criação                                                                            | Sergio Aguiar, Menor, JR e Léo Torres                                                                                               | Marcelinho        | [ 12 ] |
| 12    | Alegria da Zona Sul               | Negro não Humilha e nem se Humilha a Ninguém, Todas as Raças já foram Escravas Também                             | Adilson, Badá, Gago, Glorioso, Tadeu do Cavaco e Pixulé                                                                             | Pixulé            | [ 12 ] |
| 13    | Independente da Praça da Bandeira | Ecoa um Grito de Liberdade no Quilombo da Baixada                                                                 | Marcos Machado, China do Vale, Gilson Novaes, J.B, Toinzinho, Joãozinho do Vilar, Chiquinho do Bar, Everton, Samuka e Rene Siqueira | Leléu             | [ 12 ] |
| 14    | Parque Curicica                   | Brazil S/A... A Pátria Que Nos Pariu!!!                                                                           | Ribeiro, Pedro Miguel, Leandro Thomaz, Ronaldo Yllê e Maneco                                                                        | Júlio Negão       | [ 12 ] |

## 2008
| Faixa | Escola                          | Enredo                                                                           | Autor | Intérprete              | Ref.   |
| ----- | ------------------------------- | -------------------------------------------------------------------------------- | --- | ----------------------- | ------ |
| 1     | Unidos de Padre Miguel          | O Reino das Águas de Olokum                                                      | Toninho do Trayller, Cabeça do Ajax, Cicinho, Amendoim do Samba e Diego Rodrigues                                                    | Edson Carvalho          | [ 13 ] |
| 2     | Tradição                        | Isto Sim é a Tradição!                                                           | Jorge Nascimento, Eli Penteado, Marquinhos Imperador e Marcos Glorioso                                                               | Igor Vianna             | [ 13 ] |
| 3     | Mocidade de Vicente de Carvalho | Brasil, País Mulato                                                              | Bero, Meia-Noite, Carlos Dias, Tico do Gato e Antonio Melodia                                                                        | Gordinho                | [ 13 ] |
| 4     | Unidos de Lucas                 | Piauí, Filho do Sol do Equador - Teresina, Terra do Sonho e do Amor              | Barcelos, Erodilson, Cidinho e Elias                                                                                                 | Edmilton Di Bem         | [ 13 ] |
| 5     | União de Jacarepaguá            | "Miquié" - "Maca ê", Sou a Princesinha do Atlântico, Capital Macaé               | Marinho da Galera, Ivanísia, Fernando Tchá-Tchá, Tito, Jorge Buccos, Serginho Mato Alto, Alexandre Valle e Girão                     | Rixxah                  | [ 13 ] |
| 6     | Praça da Bandeira               | Viagem fantástica ao mundo do Circo, seja de lona ou social                      | Renê Siqueira, Samuca e Tarzan | Leléu                   | [ 13 ] |
| 7     | Arranco                         | Andanças e Folias                                                                | Lequinho, Rodrigo Maia, Harley Souza e Wando Orelha                                                                                  | Sylvio Paulo e Espanhol | [ 13 ] |
| 8     | Alegria da Zona Sul             | Chegou o General da Banda! Albino Pinheiro, Alegria do Rio                       | Fio, Moura e Luiz Chaveiro | Pixulé                  | [ 13 ] |
| 9     | Paraíso do Tuiuti               | Cartola, Teu Cenário é Uma Beleza                                                | Betinho do Cavaco, Silvão, Francisco do Pagode, Aníbal, Junior Fionda e Jerônimo GG                                                  | Ciganerey               | [ 13 ] |
| 10    | Sereno                          | O Gigante Chamado Brasil                                                         | Zé Luiz, Célio Silva, Cláudio Brow e Junior Carioca                                                                                  | Antônio Carlos          | [ 13 ] |
| 11    | Parque Curicica                 | O Mundo Místico das Águas em Berço Esplêndido Derrama ao Planeta o Seu Clamor    | Pitimbu, Luis Maia, Jayme César, Maria Preta e Isaac                                                                                 | Ronaldo Yllê            | [ 13 ] |
| 12    | Boi da Ilha                     | Gaia, a Reação da Mãe Terra - Uma História Que Deve Ser Contada de Outra Maneira | Walkir, Djalma Falcão e Nando Pessoa                                                                                                 | Roger Linhares          | [ 13 ] |
| 13    | Inocentes                       | Ewe, a Cura Vem da Floresta                                                      | Claudio Russo, Carlinhos do Cavaco, Temtemzinho e Nino do Milênio                                                                    | Tem-Tem Sampaio         | [ 13 ] |
| 14    | Vizinha Faladeira               | Vizinha Faladeira no Brasil das Maravilhas                                       | Thiago Lepletier, Freddy Ferreira, Vlad Nascimento, Diego Ferreira, Renato Buarque, Vinícius Ferreira, Ricardo Delezcluze e Miríades | Marcelinho              | [ 13 ] |

## 2009
| Faixa | Escola                            | Enredo                                                                               | Autor | Intérprete          | Ref.   |
| ----- | --------------------------------- | ------------------------------------------------------------------------------------ | --- | ------------------- | ------ |
| 1     | Unidos de Padre Miguel            | Vinho, néctar dos Deuses - A celebração da vida                                      | Sandro Avelar, Serginho Aguiar, Andrezinho, Luiz Fernando e Thiago                                                          | Edson Carvalho      | [ 14 ] |
| 2     | União de Jacarepaguá              | A toda hora rola uma história, com samba e chorinho de Paulinho da Viola             | Allexandre Valle, Humberto Carlos, Elizeu, Jarbas e Paulo Cabeça Branca                                                     | Rixxah              | [ 14 ] |
| 3     | Sereno                            | Eu fiz tudo pra você não esquecer de mim. "Ta-hí" - Cem anos de Carmem Miranda       | Zé Luiz, Junior Carioca, Célio Silva, Claudio Brow, Jhonjhon, Sérgio Alan, Victor Alves, Antônio Carlos e Tiziu             | Antônio Carlos      | [ 14 ] |
| 4     | Alegria da Zona Sul               | Heitor dos Prazeres, carioca da gema, sambista de coração                            | Rodney Cheto, Marcinho Keleque, Douglas PN, Bogalho, Guinho, Léo, Júnior e Vagner Britto                                    | Edmilton Di Bem     | [ 14 ] |
| 5     | Lins Imperial                     | Lapa: estrela da vida inteira                                                        | Altair, Condonga, Giovana Dias, Cleiton Ferreira, Meireles e Fernando de Lima                                               | Marcelinho          | [ 14 ] |
| 6     | Boi da Ilha                       | Abram-se as cortinas! Bravo! 100 anos do Theatro Municipal em cena aberta da Sapucaí | Aloísio Villar, Cadinho da Ilha, Marquinhos do Banjo, Tino Ayres, Roger Linhares, Tote, Ginho, Professor e Marquinhos Silva | Marquinhos do Banjo | [ 14 ] |
| 7     | Tradição                          | Saquarema, princesinha da costa do sol. De capital do surfe a casa do volêi          | Alex Alves, Josemar Luciano, Duda e Wagner Araújo                                                                           | Igor Vianna         | [ 14 ] |
| 8     | Amarelinho                        | O Grito de amor e rebeldia de uma pátria livre                                       | Sérgio Pinto, Rudy, Diego Chocolate e Cláudio Russo                                                                         | Róbson Moreira      | [ 14 ] |
| 9     | Parque Curicica                   | O carioca é aquele: espírito, paixão e fé                                            | Amâncio, J.Sardinha, Rui Só e Brasil                                                                                        | Ronaldo Yllê        | [ 14 ] |
| 10    | Cubango                           | Afoxé (Reedição do carnaval de 1979, quando a escola desfilava em Niterói)           | Heraldo Faria e João Belém                                                                                                  | Júnior Duarte       | [ 14 ] |
| 11    | Arranco                           | O Arranco é todo amor...                                                             | Lequinho, Wando Orelha, Luiz Carlos Russo e Wiversom Machado                                                                | Leléu               | [ 14 ] |
| 12    | Arrastão                          | E Foram Felizes Para Sempre. A Química Perfeita dos Pares!                           | Pixulé, Julinho Cá, Nilson Lemos, Marquinhos, Ivani Ramos, Garcia, Vanir Mecânico, Luquinha Conceição e Frank               | Marquinhos Silva    | [ 14 ] |
| 13    | Jacarezinho                       | Ora, pois, pois... tem Paticumbum à Vista!                                           | Anderson, Luiz Carlos, Moleque Silveira e Barbeirinho do Jacarezinho                                                        | Ailton Santos       | [ 14 ] |
| 14    | Independente da Praça da Bandeira | Redescobrindo a História e a Cultura do Rio de Janeiro                               | Jurandir JB, Chiquinho do Bar, Dedélio do Samba e Carlinho do Cavaco                                                        | Diego Chocolate     | [ 14 ] |

## 2010
| Faixa | Escola                          | Enredo                                                                                                   | Autor                                                                                        | Intérprete               | Ref.   |
| ----- | ------------------------------- | --- | -------------------------------------------------------------------------------------------- | ------------------------ | ------ |
| 1     | Mocidade de Vicente de Carvalho | Bonecas. Impossível não se apaixonar por elas...                                                         | Bero, Joca, Victor Rangel, Ademir de São Miguel e Renê F. Andrade                            | Arthur da Mocidade       | [ 15 ] |
| 2     | Flor da Mina                    | Vela | Sarito da Mallet, Lalai, Charlinho e Zezinho, Madalena, Pedro Miranda, Beléu e Danilo Maciel | Carlos Junior            | [ 15 ] |
| 3     | Arranco                         | Bendita baderna numa rua chamada felicidade                                                              | Bira Só Pagode, Jorge Ripper, PC e Henrique César                                            | Ciganerey                | [ 15 ] |
| 4     | União de Jacarepaguá            | Da morada da esperança ao grande palco do sambista, Somos todos iguais nesta noite, somos todos artistas | Luiz Paulo, James Bernardes e Evaldo Jr                                                      | Tiganá e Diego Nicolau   | [ 15 ] |
| 5     | Tradição                        | Rei Sinhô, Rei Zumbi, Rei Nagô - Eu também tô aí, tô aí sim sinhô (Reedição do carnaval de 1986)         | João Nogueira e Paulo Cesar Pinheiro                                                         | Vadinho Freire           | [ 15 ] |
| 6     | Parque Curicica                 | Lendas, mistérios e magias. Não creio, mas... sei lá, nê?                                                | Tonho, Fabian, Berequinho de JPA, Aniceto e Itamar                                           | Ronaldo Yllê             | [ 15 ] |
| 7     | Boi da Ilha                     | Do sagrado ao profano... e o Boi, quem diria, foi parar na Freguesia                                     | Rafael Mikalá, Rico, Rodrigo Cordeiro e Daniel Barbosa                                       | Marquinhos do Banjo      | [ 15 ] |
| 8     | Sereno                          | Abracadabra - O Circo Sereno Chegou                                                                      | Sergio Alan, Victor Alves, Júlia Alan e Leozinho Nunes                                       | Antônio Carlos           | [ 15 ] |
| 9     | Alegria da Zona Sul             | No Mundo da Fantasia... Vejo as cores da Alegria                                                         | Wanderlei, Cleber, Armandinho, Silvão e F. Pinto                                             | Edmilton Di Bem          | [ 15 ] |
| 10    | Sossego                         | Made in Nictheroy                                                                                        | Rubinho, Odir Sereno, André Kbeça, Marcelinho Ferreira e Vitor Alves                         | Clóvis Pê Anderson Kybba | [ 15 ] |
| 11    | Lins Imperial                   | Folia de Reis (Reedição do carnaval de 1976)                                                             | Agnelo Campos e Efe Alves                                                                    | Ricardo 10               | [ 15 ] |
| 12    | Jacareziho                      | Jacarezinho.com.br                                                                                       | Anderson Bala, Flávio Diogo, Mauro de Paula e Tuninho da Fé                                  | Aílton Santos            | [ 15 ] |

## 2011
| Faixa | Escola                             | Enredo                                                                          | Autor | Intérprete         | Ref.   |
| ----- | ---------------------------------- | ------------------------------------------------------------------------------- | --- | ------------------ | ------ |
| 1     | Unidos de Padre Miguel             | Hilária Batista de Almeida                                                      | Beto Felício, Marcelo Maninho, Washingtom Maninho e Flavinho Bento                                                                                                | Hugo Júnior        | [ 16 ] |
| 2     | Parque Curicica                    | Eu sou o samba, a voz de um povo brasileiro                                     | Brasil, J. Sardinha, Rui Só, Fernando Bom Cabelo, Rafael Bernini e Badá                                                                                           | Ronaldo Yllê       | [ 16 ] |
| 3     | Sereno                             | Sereno... a essência do carnaval                                                | Sérgio Alan, Victor Alves, Júlia Alan, Leozinho Nunes e Antônio Lopes                                                                                             | Antônio Carlos     | [ 16 ] |
| 4     | União de Jacarepaguá               | Feijoada - mistura e tempero, da cor do samba, sabor brasileiro                 | Ari Jorge, Robson Moratelli, Victor Rangel, Mariano Araujo e Marcelo Poesia                                                                                       | Tiganá             | [ 16 ] |
| 5     | Difícil é o Nome                   | Aniversarius! Dies sollemnis natalis                                            | Julinho Cá, Oswaldo de Quintino, Ninho Pepeô, Nete Madureira e Eduardo Grilo                                                                                      | Sidney de Pilares  | [ 16 ] |
| 6     | Paraíso do Tuiuti                  | O mais doce doce bárbaro - Caetano Veloso                                       | Eric Souza, Elton Divino, Rodrigo Monteiro, Zezé e Gê Tuiuti | Daniel Silva       | [ 16 ] |
| 7     | Tradição                           | Juazeiro do Norte, terra de oração e trabalho. 100 anos de Fé, Poder e Tradição | Zé Gomes, Darlan Alves, Emerson Sam e Rodrigo Jacopett | Lico Monteiro      | [ 16 ] |
| 8     | Arranco                            | Arranco Aplausos para Exaltar a Mulher Brasileira em Primeiro Lugar             | Junior Parente, Rogério Soares, Torres, Péricles Amigos da Esquina e Luiz Carlos Russo                                                                            | Nino do Milênio    | [ 16 ] |
| 9     | Sossego                            | Sua Majestade, o Rei Sol                                                        | Bira do Canto, Luiz Carlos Paiva, Ivan D'Wanda, Wilson King, Luis Foca, Mario da Vila Progresso, Márcio, Chiliquinho, Ginha, Ângela Vidal, Ângelo Dias e Jorginho | Anderson Kybba     | [ 16 ] |
| 10    | Mocidade de Vicente de Carvalho    | Uma viagem ao universo dos cabelos                                              | Bero, Ricardo da Net, Oswaldo, Leandro, Anderson e Rubinho do Cavaco                                                                                              | Arthur da Mocidade | [ 16 ] |
| 11    | Independente de São João de Meriti | Refavela                                                                        | Chiquinho do Bar, JB, Dedelho do Samba e Manelão | Diego Chocolate    | [ 16 ] |
| 12    | Lins Imperial                      | Um Lugar Chamado Favela                                                         | João Banana, Charles Braga, Torres de Pilares, Tião Pinheiro, Iuri Cruz e Wallace                                                                                 | Wander Pires       | [ 16 ] |

## 2012
| Faixa | Escola                          | Enredo                                                                           | Autor | Intérprete         | Ref.   |
| ----- | ------------------------------- | -------------------------------------------------------------------------------- | --- | ------------------ | ------ |
| 1     | Parque Curicica                 | As cartas não mentem jamais                                                      | Leley Fumaça, Neguinho, Tide, Fabiano Vasconcelos e Leandro Rangel | Ronaldo Yllê       | [ 17 ] |
| 2     | Unidos de Padre Miguel          | Arte - Um universo fascinante                                                    | Jorginho Medeiros, Marcelo Maninho, Walace Harmonia, Wilton Reis e Flavinho Bento | Igor Vianna        | [ 17 ] |
| 3     | Arranco                         | Nasceu, Balançou, Dançou...                                                      | Luiz do Peixe, Zacarias, Vel do Cajú, Marcelo Bezerra e Marquinho Foca | Nino do Milênio    | [ 17 ] |
| 4     | Sereno                          | Mistérios e Magia no Sereno da Noite                                             | D´arc, Dudu, Glaucio, Serjão e Déo | Antônio Carlos     | [ 17 ] |
| 5     | União de Jacarepaguá            | O pequeno grande Rei                                                             | Luiz Paulo, James Bernardes, Evaldo Jr, Robson Moratelli, Jorge Rangel, Allexandre Valle, Ivanísia, Mariano Araújo, Neyzinho, Jorge Buccos, Girão, Luisinho Oliveira, Celinho de Minas, Elio Sabino, Alvinho, Nado e Serginho Mato Alto | Tiganá             | [ 17 ] |
| 6     | Tradição                        | Ziraldo: páginas de uma vida... Uma história de sucesso!                         | Zé Gomes, Darlan Alves, Emerson Sam e Rodrigo Jacopett | Lico Monteiro      | [ 17 ] |
| 7     | Difícil é o Nome                | Flor-de-liz, símbolo universal, hoje se faz presente no meu carnaval             | Jorginho Moreira, Marquinho Capricho, Marcelinho Costa, Celso Bombeiro e Edson Baíga | Sidney de Pilares  | [ 17 ] |
| 8     | Mocidade de Vicente de Carvalho | Caruaru,a princesinha do nordeste!                                               | Dom Mosquito, Lelei, Joca e Luiz Carlos D'Avenida | Arthur da Mocidade | [ 17 ] |
| 9     | Caprichosos                     | A Caprichosos faz o seu papel... Levanta, sacode a poeira e dá a volta por cima! | Aurélio Proença, Paulo Apparício, Mauro Speranza, Marcio do Swing e Marquinhos Dentinho | Clóvis Pê          | [ 17 ] |
| 10    | Alegria da Zona Sul             | Os Saltimbancos                                                                  | Daniel Katar, Rodney Chêto, Vinicius Amaral, Pixulé, Rodrigo Bola, Xuxa do Cavaco, Celsinho e Al-Big-Dan | Edmilton Di Bem    | [ 17 ] |
| 11    | Vila Santa Tereza               | A Vila na magia dos brinquedos                                                   | P.C. Teixeira, J.B Miuda, Fia, Chico Sepetiba, Paulinho Cacuia, Claudio Russo, Victor Rangel, Beto Veneno, Vinícius Ferreira, Rafael Gigante, Carlos Ferreira e André Malheiros                                                         | Augusto César      | [ 17 ] |

## 2013
| Faixa | Escola                          | Enredo | Autor                                                                                          | Intérprete                                                    | Ref.   |
| ----- | ------------------------------- | --- | ---------------------------------------------------------------------------------------------- | ------------------------------------------------------------- | ------ |
| 1     | Unidos de Lucas                 | Livros de história infantil - páginas recheadas de fantasias, sonhos e imaginações. Uma viagem na Intendente Magalhães | Luis Carlos, Marcelo Cachaça, César Coifer, Antônio Carlos, Nei do Pagode e Ita Ribeiro        | Sidinho, Fabinho do Pandeiro, Róbson Moreira e Mônica Moretty | [ 18 ] |
| 2     | Império da Praça Seca           | Valei-me Jorge! | Diego Nascimento, Diego Nicolau, Diego Tavares e Salviano                                      | Leozinho Nunes                                                | [ 19 ] |
| 3     | Rosa de Ouro                    | Sou Rosa, sou de Ouro!                                                                                                 | Cláudio Russo, Ivan CBTU, Victor Rangel, Vinicius Ferreira, Carlos Ferreira e Robson Noratolli | Xandy                                                         | [ 20 ] |
| 4     | Arranco                         | Boca de cena | Júnior Escafura, Alyson Oliveira, Edson Batista e Tião Pinheiro                                | Lequinho                                                      | [ 21 ] |
| 5     | Em Cima da Hora                 | Além do espelho, João Nogueira de todos os sambas                                                                      | Luís Caxias, Duda, Guinho, Josemar, Netinho Brites e Sidnei Eletricista                        | Diego Chocolate                                               | [ 22 ] |
| 6     | Difícil é o Nome                | Rio de Janeiro: O Filme                                                                                                | Jorginho Moreira, Madalena, Marquinho Capricho e Rodrigo Ponte                                 | Fabinho Ribeiro                                               | [ 23 ] |
| 7     | Villa Rica                      | Em busca da felicidade                                                                                                 | Dudu Cantão, Cacau, Rafael Mikaiá, Rico Bernardes, Daniel Barbosa e Vitor Jayme                | Maurício Poeta                                                | [ 24 ] |
| 8     | Boi da Ilha                     | O canto africano ecoa liberdade - O poeta Agostinho Neto                                                               | Aloisio Villar, Cadinho, Gugu das Candongas, Walkir, Fabiano Fernandes e Alessandro Alcoforado | Marquinhos do Banjo                                           | [ 25 ] |
| 9     | Favo de Acari                   | Muito prazer! Sou Acari em verde, rosa e ouro. E a Favo faz a festa na Intendente                                      | Carlinhos JM, Paulo Samara, Alexandre da Viola e Carlinhos Passista                            | Sandro Jr.                                                    | [ 26 ] |
| 10    | Mocidade de Vicente de Carvalho | Cora, coração, Coralina                                                                                                | Arthur da Mocidade, Marcelo Pimenta, Walter, Carlinhos Ceasa e Chumbinho                       | Arthur da Mocidade                                            | [ 27 ] |
| 11    | Vila Kennedy                    | Brincadeiras de Criança                                                                                                | De Paula, Beto Mesquita, Ademar Andrade, Tiquinho e Aguinaldo                                  | Pinheirão                                                     | [ 28 ] |
| 12    | Unidos da Ponte                 | É carnaval | Naldo do Cavaco, Rogerio Berruezo e Paulo Muchacho                                             | Anderson da Vila                                              | [ 29 ] |
| 13    | Sossego                         | De Luiza D'Oyá a Carmem Miranda. O que é que a baiana tem?                                                             | Ademir Ribeiro, Felipe Filósofo e Joca                                                         | Caim da Praça                                                 | [ 30 ] |

## 2014
| Faixa | Escola              | Enredo                                                                        | Autor                                                                                                   | Intérprete                    | Ref.   |
| ----- | ------------------- | ----------------------------------------------------------------------------- | --- | ----------------------------- | ------ |
| 1     | Unidos de Bangu     | Eternamente Bangu                                                             | Thiago Meiners, Zé Glória, Júnior Escafura, Gabriel Sorriso, André Baiacu, Lucas Donato e Thiago Acácio | Igor Vianna                   |        |
| 2     | Jacarezinho         | Africanidades                                                                 | Andinho do Samba, Alexandre Bordoni, Cadu Régis, Douglas Monteiro, Leandro Partideiro e Ney Barros      | Aílton Santos                 | [ 31 ] |
| 3     | Sossego             | Pernambucando                                                                 | Bira do Canto, Márcio do Cavaco, André Quintanilha, Luizinho, Fernando César e Renato Pacote            | Caim da Praça                 |        |
| 4     | Engenho da Rainha   | Do velho brejo, a Cidade do Amor... Belford Roxo, rumo a um futuro promissor! | Júnior Scafura, Naldo da Carne de Sol, Igor Vianna, Shazann e Miranda do Engenho                        | Thiago Acácio                 |        |
| 5     | Arranco             | Aqua Vitae, Ignis Dei! Água da vida, fogo de Deus....São Lourenço nosso guia! | Espanhol, Fernandinho, Miltinho Tristeza, Rogério Soares, Juliano Centeno e Rodney                      | Lequinho                      | [ 32 ] |
| 6     | Vila Kennedy        | Sob a luz de Tupã, o raiar da criação                                         | De Paula, Ademar de Andrade, Tiquinho, Aguinaldo e Paixão                                               | Pinheirão                     |        |
| 7     | Sereno              | Pequena África: Bahia arte negra do Brasil                                    | Galego, Quinzinho, Jaci Campo Grande, Rosário e Marquinho da Uva                                        | Célio Silva                   | [ 33 ] |
| 8     | Favo de Acari       | Amebras, 15 anos transformando vidas através da qualificação no Carnaval      | Andinho Samara, Felipe Lima Varjão e Breno                                                              | Charles Silva                 |        |
| 9     | Cabuçu              | Tire sua mordaça do caminho... Que eu quero gritar a minha cor...             | Jefferson, Tuiu Pontes, Teobaldo e Luis Fernando                                                        | Sandro Motta                  | [ 34 ] |
| 10    | Unidos da Ponte     | Minha história é você, nossa paixão é por ti: São João de Meriti              | Samir Trindade, Elson Ramires, Wander Timbalada, Vinícius e Romulo Massacesi                            | Lico Monteiro                 | [ 35 ] |
| 11    | Unidos de Lucas     | Missicofe, missicofe, dari, dari...                                           | Marcelo Guimarães, Sidinho, Juca do Pandeiro, Cosminho da Tia e Vander                                  | Sidinho e Fabinho do Pandeiro | [ 36 ] |
| 12    | Vila Santa Tereza   | Ururaí                                                                        | Wagner Mariano, Lobo Junior, André de Souza e Doum Guerreiro                                            | Augusto César                 |        |
| 13    | Império Rubro-Negro | As vozes da nação                                                             | Andinho                                                                                                 | Anderson Bala                 |        |

## 2015
| Faixa | Escola               | Enredo | Autor | Intérprete                        | Ref.          |
| ----- | -------------------- | --- | --- | --------------------------------- | ------------- |
| 1     | Abolição             | E assim se descobriu o Rio de Janeiro do Brasil!                                                                                                | Alan Miranda, Jorginho Astral, Barone, Otaviano, Lucas Peralta, Jorge do Batuke e Junior Escafura                                                             | Diogão                            | [ 37 ]        |
| 2     | Unidos de Lucas      | Em Busca do Destino | Marcelo Guimarães, Vander Silveira, Juca do Pandeiro, D’ Angelo e Cosminho da Tia                                                                             | Edmilton Di Bem                   | [ 38 ]        |
| 3     | Vila Kennedy         | Saçaricando por aí a Vedete escolheu seu paraíso: Piraí                                                                                         | Zé Gloria, André Baiacu, Igor Vianna, J. Giovanni, Gugu, Thiago Meiners, Leozinho Nunes, Rafael Tubino, Badeco e Victor Alves                                 | Thiago Acácio Maguinho            | [ 39 ]        |
| 4     | Unidos da Ponte      | O rei da mata pede passagem - São Sebastião, nosso padroeiro. Da Ponte e do Rio de Janeiro                                                      | Diego Nicolau, Dilson Marimba, Tião Pinheiro, Pingo Sargento e Robert Farrow                                                                                  | Pingo Sargento                    | [ 40 ]        |
| 5     | Jacarezinho          | Pirilampos – Uma lenda Curumim! | Mag do Cavaco, Junior Miranda e Sergio Pegador | Aílton Santos                     | [ 41 ]        |
| 6     | Favo de Acari        | Favo de Acari apresenta: Ceasa, 40 anos de história a serviço do povo!                                                                          | Almir do Samba, Galeto do Acari, Zé Macaco do Acari e Turco                                                                                                   | Diego Nascimento Clebinho         | [ 42 ]        |
| 7     | União de Jacarepaguá | Da Corte de Abatolá à terra dos Tupinambas! | Tuninho Azevedo, Paulinho Valença, Victor Alves, Chiquinho do Óleo e Leandro Maninho                                                                          | Tiãozinho Cruz                    | [ 43 ]        |
| 8     | Cabuçu               | Nossa Senhora Aparecida – O Milagre | Jefferson, Tuil Pontes, Lair e Laercio | Sandro Motta                      | [ 44 ]        |
| 9     | Arranco              | Oh! Que saudades que eu tenho! (Reedição de 2001)                                                                                               | Wandrey Dedeco, Jorge Vela, Carlinhos Maciel e Edinho | Anderson Bala                     | [ 45 ]        |
| 10    | Rosa de Ouro         | Maquiagem – A arte da transformação | Xandy, Vinicius Camélias, Heleno de Paula, Vagner Góes e Waguinho                                                                                             | Xanndy                            | [ 46 ]        |
| 11    | Arame de Ricardo     | Tá de brincadeira? | Felipe Nazario, Sergio Versador, Alex Alves, Rodrigo Ponte e Playmobil                                                                                        | Nino Show                         | [ 47 ] [ 48 ] |
| 12    | Santa Marta          | O dia em que o povo tomar a rua será carnaval                                                                                                   | Zé Mario, Sidimar, Digão e Maninho | Edu Chagas                        | [ 49 ]        |
| 13    | Tradição             | Nhá Chica: a beata negra e guerreira do Brasil                                                                                                  | Alex Alves, Thiago Souza, Romulo Couto, Leozinho Nunes e Victor Alves                                                                                         | Marquinhos Silva                  | [ 50 ] [ 51 ] |
| 14    | Sereno               | [De azul e branco a Coruja pinta o 7 na Avenida]]                                                                                               | Dudu Sereno, Glaucio Oliveira, Fabinho Rodrigues, Riva e Gomes                                                                                                | Márcio Preza                      | [ 52 ]        |
| 15    | Vila Santa Tereza    | Aquarela Negra de Debret | Hugo Oliveira, Thales Nunes, Danilo Alegre e Dalton Cunha | Niu Souza                         | [ 53 ]        |
| 16    | Engenho da Rainha    | Ojuobá: O Vencedor Se Ergue Além da Dor! | Sidney de Pilares, Jorginho Moreira, João do Peixe, Piu das Casinhas e André do Queijeiro                                                                     | Antônio Carlos                    | [ 54 ]        |
| 17    | Rocinha              | Borboleteando nos Destinos da Vida! O Que Te Desafia Te Transforma...                                                                           | Amaury, Mário Lúcio, Beto da Igreja, Renatinho, PQT, Flavio Segall, J. do Taxi, Alessandro Falcão, FM, Leandro RC e Maurício Amorim                           | Leléu                             | [ 55 ]        |
| 18    | Sossego              | Banananás - O encontro da Rainha Mariola Banana Pacova do Congo e d'Angola com o Rei Amazônico Ananás Ibá-Cachi, da Corte dos Abacaxis de Serpa | Felipe Filósofo, Ademir Ribeiro, Joca, Fabio Borges, Bertolo, Gegê Fernandes, Carlão do Carangueijo, Bello, Niu Souza, Afonso Fonseca e Julinho do Nem Queria | Alexandre Simpatia Ademir Ribeiro | [ 56 ]        |

## 2016
| Faixa | Escola               | Enredo                                                                                             | Autor | Intérprete                     | Ref.          |
| ----- | -------------------- | -------------------------------------------------------------------------------------------------- | --- | ------------------------------ | ------------- |
| 1     | Tradição             | Clementina, cadê você?                                                                             | Arlindo Neto, Lequinho, Junior Fionda, Pixulé, Tinga, Gabriel Martins, Zé Luiz Escafura, Anderson Lemos, Fadico e Igor Leal                                                                          | Marquinhos Silva               | [ 57 ]        |
| 2     | Arranco              | Pelo Engenho de Dentro, de Amores eu me Arranco!                                                   | Luiz Fernando, Fábio Maciel, Nego Vinny, Alexandre Pitt e Júlio Cesar do Táxi | Wander Timbalada               | [ 57 ]        |
| 3     | Santa Marta          | Santa Marta conta a história encantada dos brinquedos                                              | Jr. Lima, Beto Lima, Rodrigo Moreira, Renne Barbosa, Edu Casa Leme, Silvinho do Horto e Dog do Leme                                                                                                  | Edu Chagas                     | [ 57 ]        |
| 4     | Leão de Nova Iguaçu  | Pas de Dance - Hoje tem festa no arraiá                                                            | André Júnior, Manga, George Wagner, Josué Anastácio, Crispim Lourenço, Jonas Diretor, Márcio Oliveira, Pedro Poeta, Jadir Mendes, Tomtom, Marcelo Marrom, Nino do Cabuís, Vadinho, Laureano e Alemão | Nêgo                           | [ 58 ] [ 57 ] |
| 5     | Unidos de Lucas      | Unidos de Lucas, 50 anos de glórias... Parabéns aos bambas e a força do samba!                     | Marcelo Guimarães, Ney do Pagode, Juca do Pandeiro, Cosminho da Tia e Wilsinho de Olaria | Thiago Acácio                  | [ 57 ]        |
| 6     | Em Cima da Hora      | Na rota das especiarias: O leva e traz de cheiros, as surpresas da nova terra                      | André Kaballa, Thiago Meiners, Claudio Mattos, Rafael Tubino, Gilson Souza, Valdair, Botafogo, Lorraine Messias, Igor Vianna, Victor Alves e Niu Souza                                               | Niu Souza                      | [ 59 ] [ 57 ] |
| 7     | Cabuçu               | A festa é nossa e ninguém tasca! São 70 anos de Xou da Cabuçu no mundo mágico do carnaval          | Tuil Pontes, Marcio, Laércio, Betinho Santana, Fumaça e Jefferson Oliveira | Sandro Motta                   | [ 60 ] [ 57 ] |
| 8     | Jacarezinho          | Aha! Uhu! É festa no Jacarezinho: 50 anos de cultura, arte e alegria de uma comunidade!            | Alexandre Bordoni, Vinícius de Paula, Andinho do Samba, Nei Barros, Cicinho, Fabiano Bordoni e Mauro de Paula                                                                                        | Aílton Santos                  | [ 57 ]        |
| 9     | Arame de Ricardo     | No sassarico das vedetes, do brotinho e da madame - Sassaricando no meu Rio, levo a vida no Arame! | Bené da Pompeia, André do Cavaco, Xandinho, Marcio França e Marinho | Gilsinho Bakaninha             | [ 57 ]        |
| 10    | Sossego              | O Circo do Menino Passarinho                                                                       | Felipe Filósofo, Sérgio Joca, Ademir Ribeiro, Fábio Borges, Fábio Silva Personal e Bertolo | David do Pandeiro              | [ 57 ]        |
| 11    | Unidos da Ponte      | Africanidade, heranças de além-mar                                                                 | Sidney de Pilares, Serginho Castro, Érico Rocha, Rodrigo Tutiki, Tavares, Fernandes, Thiago Brito e Dinho                                                                                            | Lico Monteiro                  | [ 61 ] [ 57 ] |
| 12    | Engenho da Rainha    | Salve Rainha                                                                                       | Jorginho Moreira, Sidney de Pilares, Piu das Casinhas, Joaci e Marcelo Valença | Antônio Carlos                 | [ 57 ]        |
| 13    | Unidos de Bangu      | 60 anos de glórias: A estrela guia Bangu rumo a vitória                                            | Zé Glória, Maurinho Valle, André Baiacu, Dudu Senna, Gabriel Sorriso, Denílson do Rosário, Dega, Henrique Caíque, Waguinho, Ari do Cavaco, Leandro Canavarro e Marcelo do Rap                        | Marcelo Rodrigues              | [ 57 ]        |
| 14    | Unidos das Vargens   | A Fala da Favela para o Mundo                                                                      | André Kaballa, Thiago Meiners, Rafael Tubino, Victor Alves e Igor Vianna | Gago                           | [ 57 ]        |
| 15    | Corações do Favo     | Os Deuses do Olimpo rasgam o céu do Rio de Janeiro na festa do esporte para brincar no Carnaval    | Muguinho Cabral, Niu Souza, Gegê Fernandes e Mário Sérgio | Diego Nascimento Clebinho Show | [ 57 ]        |
| 16    | União de Jacarepaguá | De Grão em Grão, a Galinha enche o Papo!                                                           | Alexandre Valle, Samir Trindade, Neyzinho do Cavaco, Ivanizia, Ramirez, Tadelzinho, James Bernardes, Girão, João do Gelo, Manoelzinho Vaz e Robert Farrow                                            | Tiãozinho Cruz                 | [ 62 ] [ 57 ] |

## 2017
| Faixa | Escola              | Enredo                                                                               | Autor | Intérprete                |
| ----- | ------------------- | ------------------------------------------------------------------------------------ | --- | ------------------------- |
| 1     | Vizinha Faladeira   | A Última do Português, a que nem Camões contaria…                                    | Junior Nascimento, Betinho do Cavaco, Leandro RC, J. do Táxi, Gui Cruz e Flavinho | Marcelinho da Vizinha     |
| 2     | Jacarezinho         | O dia em que o jacaré comeu a noite                                                  | Madalena, Serginho Aguiar, Felipe Nazário, Elaine Ribeiro, Carlinhos Ousadia e Fred Lima | Aílton Santos             |
| 3     | Unidos do Cabuçu    | Domingo Menino Dominguinhos                                                          | Jeferson Oliveira, Junior Fionda, Betinho Santana, Laércio, Vando Orelha e Victor Rangel | Tuninho Júnior            |
| 4     | Engenho da Rainha   | Zé Keti - A voz do morro sou eu mesmo sim senhor                                     | Lequinho da Mangueira,, Júnior Fionda, Gabriel Martins, Girão, Neyzinho do Cavaco, Lucas Donato e Igor Pitta                                                                                                  | Lucas Donato e Igor Pitta |
| 5     | Tradição            | O Lago dos Cisnes                                                                    | Lequinho da Mangueira, Gabriel Martins, Zé Luiz Escafura, Lucas Donato, Fadico e Igor Leal | Marquinhos Silva          |
| 6     | Unidos da Ponte     | Roberto Ribeiro, O Menino Rei                                                        | Lucas Donato, Alex Ribeiro e Toninho Nascimento | Lico Monteiro             |
| 7     | Leão de Nova Iguaçu | llê Axé Opô Afonjá — O Rei está na terra                                             | Mauro Naval, Myngal, Murilo Rayol, Mingauzinho, Douglas Oliveira, Rodrigo Marreco, Rael, Renan Pereira, Valdecir Moreno, Dedé, Pingo Sargento e Marquinhos Valério                                            | Bico Doce                 |
| 8     | Favo de Acari       | O samba não tem fronteiras, O Favo de Acari conta a história dos bambas da Mangueira | N/D | Diego Nascimento e Barata |
| 9     | Em Cima da Hora     | Maria, nossa mãe aparecida: 300 anos de bençãos                                      | André Kaballa, Rafael Tubino, Arilson Trindade, Pelé, Thiago Meiners, Botafogo e Regina Rizzo | Maderson Carvalho         |
| 10    | Santa Marta         | Bip Bip, um Bar a Serviço da Alegria… Lá onde o Samba está em Casa!                  | Raí Trovisck, Luís Fernando, Henrique Santos, Dalton Cunha, Guilherme Salgueiro, Matheus Viug e Walace Professor                                                                                              | Digão                     |
| 11    | Arame de Ricardo    | Ora, pois... Hoje o Banquete é Real                                                  | Alan Miranda, Leandro Santos, Diego Kashima, Barone e Otaviano | Tem-Tem Jr                |
| 12    | Unidos de Bangu     | Onde há fumaça, há fogo!                                                             | Tem-Tem Jr, Richard Valença, Diego Nicolau, Marquinho Art'Samba, Dudu Senna, Rafael Prates, André Baiacu, Professor Fernando, Renan Diniz, Rafael Tinguinha, Kevin Sardou, Márcio Campos SP e Wallace Tafakgi | Niu Souza                 |

## 2018
| Faixa | Escola             | Enredo | Autor | Intérprete                            | Ref.   |
| ----- | ------------------ | --- | --- | ------------------------------------- | ------ |
| 1     | Vigário Geral      | Dos Tambores Aficanos ao Bandonéon - Tango, um sentimento que se dança                                    | Carlinhos do Cavaco, Professor Aluísio, Antônio Amaral, Coelho, Paulo Martins e Beto Melodia                                                                            | Marcelo Riva                          | [ 63 ] |
| 2     | Unidos da Ponte    | Romance de Xangô, “A Dança do Fogo”                                                                       | Thiago Sousa, Renatinho do Cavaco, Pelé,Thiago Meiners, William do Sabão, Sérgio Gallo, Victor Alves, Márcio de Deus, Igor Vianna e Marquinhos Silva                    | Barata e Vinícius Machado             |        |
| 3     | Arame de Ricardo   | Àgbáiyé – Dos orixás renasce a vida                                                                       | Samir Trindade, Elson Ramires, Neizinho do Cavaco, Beto Rocha, Wallace Rodrigues, Paulo Lopita 77, Thiago Alves, Girão, Alan Miranda e Jucelio D'Menor                  | Zé Paulo Miranda                      |        |
| 4     | Tradição           | Sabá – Soberana da Etiópia, Sedutora de Jerusalém                                                         | Thiago Sousa, André Kaballa, Pelé, Victor Alves, Thiago Meiners, William do Sabão, Samuel Gasman e Márcio de Deus                                                       | Marquinhos Silva                      |        |
| 5     | Em Cima da Hora    | Uma viagem fantástica por uma cidade em aquarela                                                          | Serginho Rocco, Gilmar L. Silva, Wallace Oliveira, Rogério, Orlando Ambrósio, Henrique do Bar, Celinho, Ismael David, Ferreti, Washington Mota, Michel do Alto e Miguel | Maderson Carvalho e Lico Monteiro     |        |
| 6     | Unidos das Vargens | Na semente de Oxum e Odè… O equilíbrio, a paz e a beleza do amor                                          | Dindinho, Ulimar Amorim, Rodrigo Nunes, Paulo de Castro e Cristiano Mesquita                                                                                            | Gago                                  |        |
| 7     | Cabuçu             | Um Reinado Preto Brasileiro                                                                               | Jefferson Oliveira, Júnior Fionda, Betinho Santana, Laércio e Vando Orelha                                                                                              | Marcelo Rodrigues                     |        |
| 8     | Jacarezinho        | O cântico do poeta pelo amor de Euzêbia                                                                   | Gilson Bernini, Rodi, Macambira, Mauro de Paula e Ailton Santos | Aílton Santos                         |        |
| 9     | Lins Imperial      | Zicartola                                                                                                 | Wanderson Sodré, M. Wainer Pranto, R Faustino Gravino, Gustavo Dias e Gabriel Simões                                                                                    | Rafael Tinguinha                      |        |
| 10    | Vizinha Faladeira  | O marquês numa viagem pioneira, vê nascer um rei na Vizinha Faladeira!... Paulo Barros, o DNA do Carnaval | Enzo Belmonte, Junior Nascimento, Betinho do Cavaco, Dany Trindade, Leandro RC e Flavinho Segal                                                                         | Marcelinho da Vizinha e Anderson Bala | [ 64 ] |
| 11    | Engenho da Rainha  | Deixa Falar: O que é que há? Academia do Samba, hoje, sou Estácio de Sá                                   | Leandro Canavarro, Rodrigo Moreira, Hélio Oliveira e Gabriel Sorriso | Lucas Donato                          |        |
| 12    | Parque Curicica    | O Reino Está Nu!                                                                                          | Ronaldo Yllê, Cláudio Russo e André Diniz | Ronaldo Yllê                          |        |

## 2019
| Faixa | Escola            | Enredo                                                                        | Autor | Intérprete                   |
| ----- | ----------------- | ----------------------------------------------------------------------------- | --- | ---------------------------- |
| 1     | Unidos de Lucas   | Do Galo de Barcelos ao Galo de Ouro, Lucas conta uma história de fé e Justiça | M. Sheik, Ney do Pagode, Branco, Tinta Forte, André Kabala, Pelé Hostinho, Rosali Ahumada Carvalho e Robson Moratteli | Chicão                       |
| 2     | Siri de Ramos     | A soberana ordem dos Barões - Os caminhos te conduzem à Leopoldina            | Moisés Santiago, Mariano Araújo, Aldir Senna, Wilson Mineiro, Joca, Leandra Macedo e Bira da Globo | Jefão                        |
| 3     | Lins Imperial     | Malandro é Malandro - Bezerra é da Silva                                      | Robinho Lins, Márcio Oliveira, Marcelo Marrom, Luís Caxias, Marquinho Valério, Gylnei Bueno e Rodrigo Cavanha | Rafael Tinguinha             |
| 4     | Curicica          | Eu Vi Deus, ela é negra!                                                      | Rafael Gigante, Vinícius Ferreira, Pitimbú, Alexandre Alegria, André do Posto 7 e Jefferson Oliveira | Ronaldo Yllê                 |
| 5     | Tradição          | Gira, Baiana - Salve as Mães do Samba                                         | Igor Leal, Bruno Serrinho, Gusto Listo, Rodrigo Medeiros, Jailton Russo, Pestana, Fábio Braga, Fernando Professor, Flavinho Bento, Rodrigo Ponte, Tinga e Mario Lúcio                                                                                                 | Leandro Santos               |
| 6     | Arame de Ricardo  | O Primeiro Bailarino do Carnaval                                              | André do Cavaco, Thiago Vaz, Braguinha, João Perigo, Fábio Martins, W. Motta e Matheus Antônio | Zé Paulo Miranda             |
| 7     | Vizinha Faladeira | De Catulo a Lampião, bem vindos a terra do cão                                | Regina, Orlando Junior, Sergio Gil, Polegar e Fernando Lima | Tuninho Júnior               |
| 8     | Engenho da Rainha | Matamba, o sonho de uma rainha                                                | Mauro Neguinho, Orlando Ambrósio, André Kaballa, Márcio de Deus, Wallace Oliveira, Sérgio Rocco, Márcio Mamede, Thiago Vaz, Thiago Martins, Robinho Bacalha, João Perigo, Hélio Maximus, Gilmar L. Silva, Renan Diniz, Richard Valença, Dudu Precisão e Lico Monteiro | Lucas Donato                 |
| 9     | Em Cima da Hora   | Orlando Baptista: O menino e a bola                                           | Seginho Rocco, André Kaballa, Gilmar L. Silva, Orlando Ambrósio, Washington Mota, Michel do Alto, Márcio de Deus, Tinga, Renan Diniz, Lico Monteiro, Thiago Sousa e Luizinho das Camisas                                                                              | Maderson Carvalho Igor Pitta |
| 10    | União de Maricá   | Nelson Gonçalves - O autorretrato do Rei do Rádio                             | Pedro Cassa, Wagner Mariano, JotaPê, J. Vidal, Roberto Cardoso, Gilmar Nogueira, Natal e Pedrinho | Matheús Gaúcho               |
| 11    | Vigário Geral     | Mwene Komgo - O Reino Europeu na África que se tornou Folcrore no Brasil      | Carlinhos do Cavaco, Paulo Martins, Professor Aluisio, Antônio Amaral, Tadeuzinho, Luiz Carlos D’Avenida, Gigi da Estiva, Carlinhos Ousadia, Ivan Bueno e Betinha | Marcelo Riva                 |

## 2022
| Faixa | Escola                            | Enredo | Autor | Intérprete (Participação Especial)  | Ref.                |
| ----- | --------------------------------- | --- | --- | ----------------------------------- | ------------------- |
| 1     | Arame de Ricardo                  | Amor de Carnaval - O que passou, passou! | Petrônio de Castro | Clóvis Pê                           | [ 3 ]               |
| 2     | Sereno de Campo Grande            | Se o samba tem mandinga, vem da África a nossa Ginga | Jaci Campo Grande, Sérgio Alan, Solano Santos, André Baiacu, Gláucio Oliveira, Fabinho Rodrigues, Laio Lopes, Marcio.com, Maurinho da Júlio, Reinaldo Chevett, Marcelinho do Cavaco e Aurélio Brito | Sandro Mota Antônio Carlos          | [ 3 ]               |
| 3     | Independente da Praça da Bandeira | Dos Encantos do Capibaribe a Frevança Atual… Pernambuco Respira Diversidade Cultural                                                                              | Thiago Brito, Beiço Rosa, Mário Sérgio, João Vidal e Marcus Lopes | Diego Nascimento                    | [ 3 ]               |
| 4     | Raça Rubro-Negra                  | Aquarela Brasileira Reedição do carnaval de 1964, do Império Serrano                                                                                              | Silas de Oliveira | Pingo Sargento Rafael Santos        | [ 3 ]               |
| 5     | Arranco                           | Arranco anuncia Alceu Valença - O Rei do Frevo e do Maracatu | Júnior Fionda, Fábio Turko, Miltinho Tristeza, Rogério Santa Cruz, Alex Magno, Fagundinho e Gigi da Estiva                                                                                          | Tem-Tem Jr                          | [ 3 ]               |
| 6     | Independentes de Olaria           | Batuque pra Penha | Diego Nicolau, Tem-Tem Jr, Minguazinho, Ph Leite, Gigi da Estiva e Romeu Almeida | Tuninho Jr Charles Silva            | [ 65 ] [ 3 ]        |
| 7     | Renascer de Jacarepaguá           | Jacarepaguá, Fábrica de Sonhos Reedição do carnaval de 2007 | Cláudio Russo, Carlinhos Detran, Marquinhos, Flavinho do Cavaco, André Malheiros e Julinho Cá | Leonardo Bessa (Sandra Portella)    | [ 66 ] [ 67 ] [ 3 ] |
| 8     | Império da Uva                    | Andar com fé eu vou! | Denilson Sodré, Thiago Valverde, Marcelinho Santos, Didi, José Roberto Strayller, Edmar Junior e Professor Oswaldo Mendes                                                                           | Lidi de Souza                       | [ 3 ]               |
| 9     | Acadêmicos da Diversidade         | Os Guardiões Indígenas da Floresta Natural! Salve Oxóssi e a Preservação Ambiental                                                                                | Dudu Senna, Carlos Senna, Marquinhos Beija-Flor, Jotapê, Renan Diniz e Walace Oliveira | Thiago Brito                        | [ 68 ] [ 3 ]        |
| 10    | Difícil é o Nome                  | Nobreza na Cor, Soberanas na Raça: Rainhas do Ventre da Humanidade                                                                                                | Fábio Martins, Silas Augusto, Mano Gaspar, Junhinho Madureira e Jean Marques | Raphael Krek Pixulé                 | [ 69 ] [ 3 ]        |
| 11    | Botafogo Samba Clube              | João Saldanha - Um apaixonado pela verdade, caminhando em tempos de ilusão                                                                                        | Diego Nicolau, Thiago Brito, Richard Valença, Fernando Professor, Alcino do Pega Pega, Leonel Querino e Paulão Vianna                                                                               | Chicão                              | [ 70 ] [ 3 ]        |
| 12    | Alegria da Zona Sul               | Até que Enfim...! Aroldo Santos | Fumaça, Caique Alves, Sérgio Hermenegildo, Armando Araújo, Júlia Castro e Putén | Júlia Castro                        | [ 71 ] [ 3 ]        |
| 13    | Acadêmicos da Rocinha             | Eu sou o Samba, a voz do morro sou eu mesmo sim senhor: Carnaval e Samba, a mais bela Expressão Cultural de uma Raça                                              | Anderson Benson, Claudio Russo, Júnior Fionda, Fadico, Lequinho e Maurício Amorim | Dodô Ananias                        | [ 72 ] [ 3 ]        |
| 14    | Unidos da Villa Rica              | Caboclo bradou na mata. Hoje é dia de festa, traz o axé dos seus irmãos. Viva o povo da floresta!                                                                 | Lequinho, Junior Fionda, Gule, César Neguinho, Fadico e Leco da Alerj | Nego Martins                        | [ 73 ] [ 3 ]        |
| 15    | Caprichosos de Pilares            | Circo Brazuca | Junior Fionda, Tem-Tem Jr, Braguinha, Turko, Fabio Souza, Paulo Beckham, Rod Torres e Gigi da Estiva                                                                                                | Hugo Júnior                         | [ 3 ]               |
| 16    | União de Jacarepaguá              | Dos ventres Africanos, os sonhos por Liberdade! | Diego Nicolau, Ribeirinho, Luis Paulo Jr, Dona Ivanisia, James Bernardes e Camarão Neto | Luiz Paulo Jr                       | [ 3 ]               |
| 17    | Leão de Nova Iguaçu               | Dedé da Portela - Fez da Vida Poesia e Cantou sua Alegria em Tempo de Carnaval                                                                                    | Renan Paixão, Cacau do Alecrim, John, Rafael, Bill, Vinicius Campos, Rosângela Mendes e Sandro Jr                                                                                                   | Bakaninha                           | [ 74 ] [ 3 ]        |
| 18    | Unidos da Vila Santa Tereza       | Obinrin Agbara, a Saga das Guerreiras | Amaro Poeta, Milton Carvalho, Fagundinho, Ney do Cavaco, Antonio Conceição, Antônio Brant, Carlos Costa, Carolina Abreu e Zé Paulo Miranda                                                          | Carolina Abreu Zé Paulo Miranda     | [ 3 ]               |
| 19    | Unidos da Vila Kennedy            | I have a dream... e os Sonhos de Liberdade | Flavinho Bento, De Paula, Jailton Russo, Julio Cillio, Aguinaldo Medina, Adalberto Lobo, Gilson Rangel, Flavinho Ribeiro, Yago Rodrigo                                                              | Igor Vianna Maguinho Vem No Batuque | [ 3 ]               |
| 20    | União de Maricá                   | A Revolução pela Alegria! ...uma ópera popular | Alexandre Valle, Paulo Bispo, Gigi da Estiva e Phabbio Salvat | Matheús Gaúcho                      | [ 3 ]               |
| 21    | União do Parque Curicica          | Abayomis, o encontro precioso das Yas | Macaco Branco, Alexandre Alegria, Carlos Bebeto, Edson Pitimbu, Vagner Silva e Djalma | Ronaldo Yllê                        | [ 3 ]               |
| 22    | Rosa de Ouro                      | Coroaci, a Terra do Sol | Wanderley Monteiro, Waltinho Botafogo, Victor Rangel, Edson de Jesus, Rafael Gigante, Robson Moratelli, Vinícius Ferreira, Jefferson Oliveira, Rogério Lobo, André do Posto 7 e Edmar Júnior        | Edinho Gomes                        | [ 75 ] [ 3 ]        |
| 23    | Acadêmicos da Abolição            | É samba, é popular. É Alex Escobar! | Orlando Ambrósio, Márcio de Deus, Diego Nicolau, Júnior Fionda, Rafael Prates, Richard Valença, Renan Diniz e Wallace Oliveira                                                                      | Digão Audaz                         | [ 3 ]               |
| 24    | União do Parque Acari             | A Coroa Imperiana nos braços da Nação Acariense | Fogueira Basttos | Fogueira Basttos Tainara Martins    | [ 3 ]               |
| 25    | Unidos do Jacarezinho             | Ave, Ave Rainha! - Senhora da Berlinda | Jorginho Moreira, Odmar do Banjo, Binho Araújo, Márcio Pança e Denis Moraes | Ailton Santos                       | [ 3 ]               |
| 26    | Mocidade Unida do Santa Marta     | Furacão... do meu samba, inspiração! | Pato Roco, Rico Bernardes, Marquinhos, Igor K, Diego Nascimento, Tony Andrada, Ari Braga, Carlinhos Maciel, Téo Dimeriti e Evanildo Paranhos                                                        | Digão                               | [ 3 ]               |
| 27    | Acadêmicos do Jardim Bangu        | Entre lendas, culturas e mistérios, Jardim Bangu deságua num rio-mar de amor                                                                                      | Beto Felício, Alex Botafogo, Fernando Professor e Celso do Tamanco | Rodrigo Souza Jhonatan Romão        | [ 3 ]               |
| 28    | União Cruzmaltina                 | O meu coração é a tua morada! | Bebeto Maneiro, Raphael Richaid, Renan Gêmeo, Rodrigo Gêmeo e Didi Pinheiro | Juan Briggs                         | [ 3 ]               |
| 29    | Império de Petrópolis             | A Majestade do Samba e o Reizinho de Madureira orgulhosamente apresentam: Num Conto de Areia do Bumbum Paticumbum Prugurundum, Quem Tem Padrinhos Não Morre Pagão | Dr. Arnaldo Rippel, Jorge Goulart, Leandro Thomaz e Tuninho Professor | Nardo Simpatia                      |                     |
| 30    | Acadêmicos do Dendê               | Uma viagem encantada ao imaginário infantil | Romeu Almeida, Tem Tem Jr, Turko, Yago Pontes, Gigi da Estiva, Fábio Souza, Rod Torres, Luizinho das Camisas, Fábio Martins e Paulo Beckham                                                         | Doum Guerreiro                      | [ 3 ]               |
| 31    | Acadêmicos do Peixe               | Nós vamos invadir sua praia! | Myngalzinho, Belo, Vagner Mariano, JC Saraiva, Julio do Litrão, Cláudio Moraes, Salgado, Juninho Sambista e Marcelinho Santos                                                                       | Pixulé                              | [ 3 ]               |
| 32    | Império Ricardense                | Ticuna - as encantarias do povo pescado por Yoi nas sagradas águas vermelhas do Igarapê Eware                                                                     | Léo Berê e Adelmo Luiz | Nélio Marins                        | [ 3 ]               |
| 33    | Vicente de Carvalho               | Lunda Semba - a voz do samba agoniza, mas não morre | Marcelinho, Meia-Noite, Alexandre Guerra, Gonzaguinha, Wagner Zanco, Martinello e Soneca | Kissandro Lourinho                  | [ 3 ]               |
| 34    | Guerreiros Tricolores             | Forjado nas cores do guerreiro, nosso lema é vencer ou vencer! | Júnior Fionda, Zé Paulo Sierra, Léo Peres, Gabriel Machado, Alessandro Falcão, Jota Júnior, Vando Cardoso Flavinho e Bento                                                                          | Thiago Acácio (Zé Paulo Sierra)     | [ 3 ]               |
| 35    | Unidos de Manguinhos              | Maria Helena - A Imperatriz da Passarela! | Henrique César, Nego de Ramos, Odmar do Banjo, Telmo Augusto e Wendel WRS | Alexandre D'Mendes                  | [ 3 ]               |
| 36    | Acadêmicos de Jacarepaguá         | Okê Caboclo, Salve as matas do meu Brasil | Robinho Maurício, Lício de Pádua, Guto Listo, Bruno Serrinho e Dimas Mello | Léo Simpatia                        | [ 3 ]               |
| 37    | Arrastão de Cascadura             | Frevança Reedição do carnaval de 1995 | Mazola, Edimilson, Mazinho e Naldo do Cavaco | Marquinhos Silva Robson Lincon      | [ 3 ]               |

## 2023
| Disco 1 | Disco 1                           | Disco 1 | Disco 1 | Disco 1                                | Disco 1 | Disco 1 | Disco 1 | Disco 1 | Disco 1 | Disco 1 | Disco 1 | Disco 1 | Disco 1 | Disco 1 | Disco 1 | Disco 1 | Disco 1 | Disco 1 | Disco 1 | Disco 1 | Disco 1 | Disco 1 | Disco 1 | Disco 1 |
| Faixa   | Escola                            | Enredo | Autor | Intérprete (Participação Especial)     | Ref.    |         |         |         |         |         |         |         |         |         |         |         |         |         |         |         |         |         |         |         |
| ------- | --------------------------------- | --- | --- | -------------------------------------- | ------- | ------- | ------- | ------- | ------- | ------- | ------- | ------- | ------- | ------- | ------- | ------- | ------- | ------- | ------- | ------- | ------- | ------- | ------- | ------- |
| 1       | Unidos de Lucas                   | É Ela... a Maravilhosa Rainha do Samba                                                                     | Tem-Tem Jr., João Vidal, Júnior Fionda, Marcelinho Santos, Rondi Valença, Júlio Assis, Romeu Almeida, Diego Oliveira, Rafael Ribeiro e Valtinho Botafogo | Clóvis Pê Marcelo Riva Cidinho         |         |         |         |         |         |         |         |         |         |         |         |         |         |         |         |         |         |         |         |         |
| 2       | União do Parque Acari             | Uma doce ilusão no mundo da imaginação                                                                     | Ralfe Ribeiro, Renan Diniz, Marquinhos Beija-Flor, João Vidal, Jotapê, Tem-Tem Jr., Gigi da Estiva, Evandro, Frank, Tainara, Camila e Rogério | Tainara Martins Rodrigo Tinoco         |         |         |         |         |         |         |         |         |         |         |         |         |         |         |         |         |         |         |         |         |
| 3       | Unidos da Vila Santa Tereza       | Santa Tereza, rogai por nós!                                                                               | Igor Leal, Amaro Poeta, Renan Diniz, Fagundinho, Rafael Prates, Sidinho da Cuíca Pernambucano, Rogério Máximo, Carolina Abreu e Alessandro Tiganá | Carolina Abreu Tiganá                  |         |         |         |         |         |         |         |         |         |         |         |         |         |         |         |         |         |         |         |         |
| 4       | Raça Rubro-Negra                  | Raízes de uma Raça                                                                                         | Gabriel Simões, Fumaça, Raphael Gravino, Rafael Faustino, Mateus Pranto, Jonathan Mello, Leandro Canavarro, Jonathan Reis, Gabriel Sorriso, Gi do Carmo, Diego Nascimento, Guilherme Kauã, Salviano, Fio, Fabinho Urubu, Carlinho Japona e Rosa Araújo | Pingo Sargento Rafael Santos           |         |         |         |         |         |         |         |         |         |         |         |         |         |         |         |         |         |         |         |         |
| 5       | Acadêmicos da Abolição            | Bato Tambor, Logo Existo! Luiz Antônio Simas - a Essência e Resistência da Rua                             | Gigi da Estiva, Alexandre Reis, Fagundinho e Nego Vini | Digão Audaz                            |         |         |         |         |         |         |         |         |         |         |         |         |         |         |         |         |         |         |         |         |
| 6       | Acadêmicos de Jacarepaguá         | De Maria a Marias                                                                                          | Robinho, Lício Pádua, Dimas Mello, Guto Listo, Fabio Braga e Augusto Locutor | Léo Simpatia Bia Lopes                 |         |         |         |         |         |         |         |         |         |         |         |         |         |         |         |         |         |         |         |         |
| 7       | Acadêmicos do Peixe               | Preto de Berço - Espoliação Branca                                                                         | Renan Diniz, João Vidal, Marquinhos Beija-Flor, Diego Procópio, Evandro Neres, Telmo Augusto, JB Oliveira, Serginho Rocco, Rafael Gonçalves, Gigi da Estiva, JC Couto, Pedro Silva, Gilsinho Oliveira | Charles Silva Cristiano Oliveira       |         |         |         |         |         |         |         |         |         |         |         |         |         |         |         |         |         |         |         |         |
| 8       | Acadêmicos da Rocinha             | As borboletas encantadas da bela Oyá                                                                       | Edinho, Rico Bernardes, Luiz Thiago, Diego do Carmo, Vitor Coutinho, Rafael Mikaiá, Daniel Barbosa e Maurício Amorim | Dodô Ananias                           |         |         |         |         |         |         |         |         |         |         |         |         |         |         |         |         |         |         |         |         |
| 9       | Unidos do Jacarezinho             | Alô Alô, Algodão Doce pra Vocês! Reedição do carnaval de 2002                                              | Maneco, Leandro Thomaz, Pedro Miguel e Diego Moura | Ailton Santos                          |         |         |         |         |         |         |         |         |         |         |         |         |         |         |         |         |         |         |         |         |
| 10      | Caprichosos de Pilares            | Gosto que me enrosco - Caprichosamente vamos reviver Reedição do carnaval de 1995, da Portela              | Noca da Portela, Colombo e Gelson | Daniel Silva                           |         |         |         |         |         |         |         |         |         |         |         |         |         |         |         |         |         |         |         |         |
| 11      | União de Maricá                   | Eu sigo Nordestino                                                                                         | Jotapê, João Vidal, Wagner Mariano, Gigi da Estiva e Rafael Caçula | Ito Melodia Matheus Gaúcho             |         |         |         |         |         |         |         |         |         |         |         |         |         |         |         |         |         |         |         |         |
| 12      | Leão de Nova Iguaçu               | Orlando Orfei - O circo que vive em mim                                                                    | Rafael Lima, Nego Lourenço, Argentina Caetano, Marquinhos BF, Rosângela Mendes, Rodrigo Rei Momo, Guto Biral, Rafa Berê e Renan Diniz | Pixulé                                 |         |         |         |         |         |         |         |         |         |         |         |         |         |         |         |         |         |         |         |         |
| 13      | Independente da Praça da Bandeira | Pindorama, da utopia das visões do paraíso ao progresso da terra brasilis                                  | Hélio Porto, Vinícius Ferreira e Rafael Gigante | Diego Nascimento                       |         |         |         |         |         |         |         |         |         |         |         |         |         |         |         |         |         |         |         |         |
| 14      | Rosa de Ouro                      | Inhame - A Raiz do Fundamento que me faz feliz! Sou popo, sou ouro, sou Costa do Marfim no Carnaval do Rio | Valtinho Botafogo, Robinho, Lício Pádua, Dimas Mello, Victor Rangel, Augusto Locutor, Gladiador, Jefferson Oliveira, Edson de Jesus e Deco Moratelli | Edinho Gomes                           |         |         |         |         |         |         |         |         |         |         |         |         |         |         |         |         |         |         |         |         |
| 15      | Acadêmicos de Santa Cruz          | Santa é minha cruz. É luz da preservação. Meu canto é flecha certeira, para findar o pranto da devastação  | Zé Glória, J. Giovanni, Zieco Santa Cruz, Marquinho Bombeiro, Cláudio Brow, Elias Andrade, Robinho Ki Samba, Zezé, Jorge Maia, Júnior Boboda e Rafael Lima | Roninho                                |         |         |         |         |         |         |         |         |         |         |         |         |         |         |         |         |         |         |         |         |
| 16      | Acadêmicos do Engenho da Rainha   | O Bem, Amado Jorge                                                                                         | Myngal, Chacal do Sax, Hugo do Engenho, Felipe Mussili, Matheus Oliveira, Maykon Rodrigues, Raphael Gravino, Mateus Pranto, Gabriel Simões e Dowglas Diniz | Igor Pitta Rafael Faustino             |         |         |         |         |         |         |         |         |         |         |         |         |         |         |         |         |         |         |         |         |
| 17      | Flor da Mina do Andaraí           | Obá xirê                                                                                                   | Marlon Assumpção, Felipe Quirino, Hilário Pinheiro, Jota Guido Calvet, Erivelto Silva, Raoni Ventapane e Niu Souza | Niu Souza                              |         |         |         |         |         |         |         |         |         |         |         |         |         |         |         |         |         |         |         |         |
| 18      | Botafogo Samba Clube              | Pelos trilhos da história: Engenho de Dentro de lutas, batuques e glórias                                  | Claudio Emiliano, Jotapê, Jurandir, Terra, João Vidal, Yasmin Ribeiro, Marquinhos Beija-Flor e Tadeu ZN | Chicão                                 |         |         |         |         |         |         |         |         |         |         |         |         |         |         |         |         |         |         |         |         |
| 19      | União do Parque Curicica          | Pedro Scooby - Amante desse mar de gente da Curicica!                                                      | Macaco Branco, Carlos Bebeto, Yan Pac-Man, Andinho Samara | Andinho Samara                         |         |         |         |         |         |         |         |         |         |         |         |         |         |         |         |         |         |         |         |         |
| 20      | Renascer de Jacarepaguá           | O Afro-Brasil reluzente de Nei Lopes                                                                       | Cláudio Russo, Moacyr Luz, Leonardo Bessa, Jefferson Oliveira, Júlio Alves e Valtinho Botafogo | Leonardo Bessa                         |         |         |         |         |         |         |         |         |         |         |         |         |         |         |         |         |         |         |         |         |
| 21      | Sereno de Campo Grande            | As três princesas turcas no Reino de Pindorama                                                             | Jaci Campo Grande, Sérgio Alan, André Baiacu, Fabinho Rodrigues, Laio Lopes, Marcelinho do Cavaco, Reinaldo Chevett, Aurélio Brito, Nito de Souza, Fábio Bueno, Marcinho.Com e Galego | Sandro Mota Antônio Carlos             |         |         |         |         |         |         |         |         |         |         |         |         |         |         |         |         |         |         |         |         |
| 22      | Arame de Ricardo                  | Da Baixada para o Brasil: André Ceciliano - Nas Estações do Progresso pela União de um Povo                | Márcio Fraga, Mestre Dudu, Cosme Araújo, Marcio Vieira, Luiz Carlos D'Avenida, Joca Amaral, Gylnei Bueno, Fagundinho, Drummond, Mello, Rogério Fabiano, Chiquinho Inspiração, Márcio André, Rodrigo Tinta, Ronaldo Júnior, Wellington Cavaco, Dudu Azevedo, Dimenor Beija-Flor, Júnior PQD, Nathan Wallace, Diego Oliveira, Glorio Coutinho e Gigi da Estiva                                                | Alexandre Reis Giovane Melo            |         |         |         |         |         |         |         |         |         |         |         |         |         |         |         |         |         |         |         |         |
| 23      | Mocidade Unida do Santa Marta     | Cangaceiras                                                                                                | Osias Peçanha, Sérgio Joca, Marcio, Felix do Batuque, Walter Sena e Ismael Peçanha | Digão                                  |         |         |         |         |         |         |         |         |         |         |         |         |         |         |         |         |         |         |         |         |
| 24      | Império da Uva                    | Laroyê, Rainha das Marias                                                                                  | Professora Tânia, Juruna Zona Sul, Charles Silva, Marli Jane, Gigi da Estiva, Luis Alves, Juaciara, Eduardo Almeida, Fernando Avanço, Liane Harmonia, Gilnomar de Oliveira, Alexandre Reis, Cacau do Esporte, Durval 59, Amilton Cordeiro, Gilson da Serra, José Soares, Jubileu, Hélio Porto, Marcelinho Santos, Junior Fionda, Marquinhos Valério, Didi, Diego Nicolau, Robson Moratelli e Rafael Ribeiro | Aldo Ribeiro                           |         |         |         |         |         |         |         |         |         |         |         |         |         |         |         |         |         |         |         |         |
| 25      | Acadêmicos do Dendê               | Cárcere Sagrado                                                                                            | Jaú, André de Souza, Willy do Vale, Queiroga, João Bahiense, Leandro Augusto e Filipe Zizou | Doum Guerreiro                         |         |         |         |         |         |         |         |         |         |         |         |         |         |         |         |         |         |         |         |         |
| 26      | União Cruzmaltina                 | Rodeia, Rodeia.. Rodeia meu Pai Santana, Rodeia!!                                                          | Orlando Ambrósio, Dudu Senna, Cláudio Mattos, Serginho Castro, Michel do Alto, Família Valença, Cabeça do Ajax e Henry Andrade | Juan Briggs                            |         |         |         |         |         |         |         |         |         |         |         |         |         |         |         |         |         |         |         |         |
| 27      | Acadêmicos da Diversidade         | Umbanda - Diversidade é paz, amor e caridade                                                               | Dudu Senna e Marquinhos Beija-Flor | Tem-Tem Jr.                            |         |         |         |         |         |         |         |         |         |         |         |         |         |         |         |         |         |         |         |         |
| 28      | Acadêmicos do Cubango             | O fruto da África de todos os deuses no Brasil de fé. Candomblé Reedição do carnaval de 2005               | Flavinho Machado, Rogerão, Gilberth de Castro, Rubinho, Raphael Coutinho e Carlinhos da Penha | Wagner do Vale (Tiãozinho Cruz)        |         |         |         |         |         |         |         |         |         |         |         |         |         |         |         |         |         |         |         |         |
| 29      | Alegria da Zona Sul               | Dorival Caymmi, o mar e o tempo nas areias de Copacabana Reedição do carnaval de 2004                      | Gilmar Nogueira, Jorge Madrugada e Pedrinho Cassa | Ciganerey                              |         |         |         |         |         |         |         |         |         |         |         |         |         |         |         |         |         |         |         |         |
| 30      | Independentes de Olaria           | Merìndílógún - a Fala dos Ancestrais                                                                       | Gabriel Coelho, Gabriel Mello, Julio Pagé, Chicão, Osmar Fernandes, Gabriel Machado, Alan Miranda, Leandro Thomaz, Luiz Brinquinho e Luizinho das Camisas | Tuninho Júnior                         |         |         |         |         |         |         |         |         |         |         |         |         |         |         |         |         |         |         |         |         |
| 31      | Arrastão de Cascadura             | Sou Caipira Peregrino Pirapora                                                                             | Dimas Mello, Robinho, Lico Pádua, Bilico, Gladiador | Marquinhos Silva Robson Lincoln        |         |         |         |         |         |         |         |         |         |         |         |         |         |         |         |         |         |         |         |         |
| 32      | Unidos de São Cristóvão           | Águas de Oxalá                                                                                             | Cláudio Russo e Zé Paulo Sierra | Rodrigo Carvalho                       |         |         |         |         |         |         |         |         |         |         |         |         |         |         |         |         |         |         |         |         |
| Disco 2 |                                   | | |                                        |         |         |         |         |         |         |         |         |         |         |         |         |         |         |         |         |         |         |         |         |
| Faixa   | Escola                            | Enredo | Autor | Intérprete (Participação Especial)     | Ref.    |         |         |         |         |         |         |         |         |         |         |         |         |         |         |         |         |         |         |         |
| 1       | Unidos do Cabuçu                  | Noca da Portela e todos os Sambas da Leopoldina à Sapucaí                                                  | Carlos Jr., Genésio, Márcio Oliveira, Bira do Império, J. Carlos, Laércio, Bibino e Rico | Maykon Rodrigues                       |         |         |         |         |         |         |         |         |         |         |         |         |         |         |         |         |         |         |         |         |
| 2       | Guerreiros Tricolores             | Herdeiros de Chico Guanabara                                                                               | Alexandre Araujo, Guilherme Salgueiro, Rodrigo Gauz e Leo Peres | Cláudio Manhaes                        |         |         |         |         |         |         |         |         |         |         |         |         |         |         |         |         |         |         |         |         |
| 3       | Imperadores Rubro-Negros          | Nunes - O Rei das Grandes Decisões                                                                         | Neguinho da Beija-Flor, Tem-Tem Jr., João Vidal, Leozinho Nunes, Marcelinho Santos, Romeu Almeida e Jeferson Rodrigues | Arthur Franco Thiago Santos            |         |         |         |         |         |         |         |         |         |         |         |         |         |         |         |         |         |         |         |         |
| 4       | Tubarão de Mesquita               | Levanta Baixada! Samba sua Arte!                                                                           | Sergio Fonseca, Wilsinho Saravá, Ailton Moura e João da Paz | Gilson Bakana Sandro Jr. Welleson Dega |         |         |         |         |         |         |         |         |         |         |         |         |         |         |         |         |         |         |         |         |
| 5       | Unidos de Manguinhos              | Iràwò - Quilombo Manguinhos: Aqui brilham nossas estrelas                                                  | Cosme Araújo, Marquinhos Beija-Flor, Telmo Augusto, Claudio Vagareza, Renan Diniz, Sid Miranda, Aldair Careca, João Vidal e Renatinho Medinda | D'Mendes                               |         |         |         |         |         |         |         |         |         |         |         |         |         |         |         |         |         |         |         |         |
| 6       | Feitiço Carioca                   | Xoroquê | Márcio André, Igor Federal, Vaguinho, Daniel Katar, Belo e Betinho do Cavaco | Betinho do Cavaco                      |         |         |         |         |         |         |         |         |         |         |         |         |         |         |         |         |         |         |         |         |
| 7       | Mocidade Unida da Cidade de Deus  | Das lavouras da África ancestral à economia informal do Brasil Imperial - Trabáiaaa, Trabáiaaa, Negôôô...  | Pitimbu, Valdo, Alexandre Alegria, Maurício Amorim, Binho Comunidade, Tom Zé, Pereira, Benjamin Figueiredo e Vagner Silva | Erivelto                               |         |         |         |         |         |         |         |         |         |         |         |         |         |         |         |         |         |         |         |         |
| 8       | Unidos da Vila Kennedy            | Que Rei sou Eu? Que Rei é você? Na Terra da Folia, quem manda é a Alegria                                  | Jaílton Russo, Flavinho Bento, De Paula, Claudinho Russo, Maguinho Vem No Batuke, Roger Corrêa, Paulinho da Paz e Aguinaldo Medina | Maguinho Vem no Batuke                 |         |         |         |         |         |         |         |         |         |         |         |         |         |         |         |         |         |         |         |         |
| 9       | Unidos da Barra da Tijuca         | Icamiabas                                                                                                  | Alex Ribeiro, Carlitos Santos, Júnior Nova Rio, Robinho Soares e Gui Cirne | Alex Ribeiro                           |         |         |         |         |         |         |         |         |         |         |         |         |         |         |         |         |         |         |         |         |
| 10      | Gato de Bonsucesso                | Fé que move a Maré do meu destino                                                                          | Aldair Careca, Cosme Araújo, Thiago Martins, João Vidal, Cláudio Vagareza, Luciano Flauzino, Serginho de Miranda, Valtinho Braga, Ali Jabr, Mauro Naval e Gilberto Júnior | Paula Princi Mateuzinho                |         |         |         |         |         |         |         |         |         |         |         |         |         |         |         |         |         |         |         |         |
| 11      | Vicente de Carvalho               | Brasil - Meu país tropical, bonito por natureza                                                            | Marcelinho, Meia Noite, Martinel, Alexandre Guerra e Valdeir Teófilo | Kissandro Lourinho                     |         |         |         |         |         |         |         |         |         |         |         |         |         |         |         |         |         |         |         |         |
| 12      | Concentra Imperial                | Çape-Tyba                                                                                                  | Marcelo Borboleta, Douglas Ramos, Nito de Souza, Marcos Padrinho, Wendel Couto, Guto Biral, Tom Moreno, Bebetinho, DG R7, Mais Bola, Ricardo Pimenta e Fernando de Lima | Henrique Negão Flávio Climagia         |         |         |         |         |         |         |         |         |         |         |         |         |         |         |         |         |         |         |         |         |
| 13      | Difícil é o Nome                  | Escrava Anastácia                                                                                          | Fábio Martins, Mano Gaspar, Duda SG, Gigi da Estiva, Joca Amaral e Juan Marques | Raphael Krek                           |         |         |         |         |         |         |         |         |         |         |         |         |         |         |         |         |         |         |         |         |
| 14      | Fla Manguaça                      | Os orixás te recebem em festa... Rogai por nós São Judas Tadeu!                                            | Dudu Botelho, Leonardo Bessa, Franco Cava, Leandro de Deus e Marquinho Chaves | Hudson Luiz Júlia Alan                 |         |         |         |         |         |         |         |         |         |         |         |         |         |         |         |         |         |         |         |         |
| 15      | Boi da Ilha do Governador         | Eu tenho um segredo: O olhar é a chave do meu mundo                                                        | Aloísio Villar, Cadinho, Alexandre Araújo, Marcelo Adnet, Silvana da Ilha e Playmobil | Nando Pessoa                           |         |         |         |         |         |         |         |         |         |         |         |         |         |         |         |         |         |         |         |         |
| 16      | Unidos do Cabral                  | Doçura, Firmeza e Bravura! 70 anos de um Cabral cheio de histórias pra contar...                           | Ricardinho Professor, Odmar do Banjo, Haru Oliveira, João Pedro Gomes, Rodrigo Peçanha, Henrique Oriente e Denis Moraes | Henrique Oriente                       |         |         |         |         |         |         |         |         |         |         |         |         |         |         |         |         |         |         |         |         |
| 17      | Acadêmicos do Jardim Bangu        | Dandara - O Preço da Liberdade                                                                             | Leozinho Nunes, Fabão, James Bernardes, Gigi da Estiva e Pedro Otávio | Jhonatan Romão                         |         |         |         |         |         |         |         |         |         |         |         |         |         |         |         |         |         |         |         |         |
| 18      | Império Ricardense                | Kianga - O Eterno Pôr do Sol                                                                               | Léo Berê e Adelmo Luiz | Nélio Marins                           |         |         |         |         |         |         |         |         |         |         |         |         |         |         |         |         |         |         |         |         |
| 19      | Unidos da Villa Rica              | Ouro Negro                                                                                                 | Dudu Cantão, Marcelo Adnet, Anderson Feife, Rico Bernardes, Edinho e Igor K | Júlia Castro                           |         |         |         |         |         |         |         |         |         |         |         |         |         |         |         |         |         |         |         |         |
| 20      | Império de Petrópolis             | Era uma vez... Um palácio nas alturas                                                                      | Arnaldo Rippel, Jorge Goulart, Leandro Thomaz, Thiago Portela e Tuninho Professor | Nardo Simpatia                         |         |         |         |         |         |         |         |         |         |         |         |         |         |         |         |         |         |         |         |         |
| 21      | Bangay                            | Yabás - Grandes Rainhas Afro-Brasileiras                                                                   | Ricardo Simpatia, Zé Glória, Franco Cava, Almeida Sambista e Everaldo Bom | Pamela Falcão                          |         |         |         |         |         |         |         |         |         |         |         |         |         |         |         |         |         |         |         |         |
| 22      | Chatuba de Mesquita               | Eis o malandro Dicró pela Lapa outra vez...                                                                | Nathan Wallace, Wellington Cavaco, Ronaldo Jr. Diego Oliveira, Júnior PQD, Dimenor da Beija-Flor, Glorio Coutinho | Gabriel Chocolate Glorio Coutinho      |         |         |         |         |         |         |         |         |         |         |         |         |         |         |         |         |         |         |         |         |

## 2024: Série Prata
| Faixa | Escola                            | Enredo                                                                             | Autor | Intérprete                     |
| ----- | --------------------------------- | ---------------------------------------------------------------------------------- | --- | ------------------------------ |
| 1     | Tubarão de Mesquita               | A água de nossos rios deságua num rio maior!                                       | Aílton de Moura, Sérgio Fonseca | Ito Melodia                    |
| 2     | Independentes de Olaria           | Ao som do Chorinho - Vou sorrir... Serei feliz, bem feliz                          | Gabriel Coelho, Julio Pagé, Osmar Fernandes, Gabriel Machado, Leandro Thomaz, Luiz Brinquinho, Alan Miranda, Guilherme Macedo, Raul Di Caprio, Chicão                                                            | Tuninho Júnior                 |
| 3     | Acadêmicos da Abolição            | Axé Ngoma! A Festa do Batuque Ancestral!                                           | Alexandre Reis, Gigi da Estiva | Digão Audaz                    |
| 4     | Unidos da Vila Santa Tereza       | Solange - Da minha, da sua e da nossa Morada do Samba                              | Amaro Poeta, Fagundinho Fagundinho, Sideny Jeronimo, Rogerio Maximo, Luis Carlos DAvenida, Jonathan Gonçalves, Lico Monteiro, Jotapê, João Vidal, Antonio Brant                                                  | Igor Pitta                     |
| 5     | Renascer de Jacarepaguá           | Ubuntu - Do Berço Ancestral, um Ideal para Mudar o Mundo                           | Diogo Nogueira, Marcelo Rodrigom Márcio André Filho, Arlindinho Cruz, Igor Fradane, Inácio Rios · Márcio André, Igor Leal, Fábio de Souza                                                                        | Leonardo Bessa                 |
| 6     | Força Jovem                       | São Januário - A Força de um Povo                                                  | Serginho do Porto, Serginho Castro, Diego Nascimento, Telmo Augusto, Orlando Ambrósio, Denis Moraes, Washington Motta, Marquinho Bombeiro, Rafael Gonçalves, Leo Berê, Júlio FreidSil, Filipe Zizou, Pedro Silva | Serginho do Porto Dudah        |
| 7     | Tradição                          | Trono Negro                                                                        | Lico Monteiro, Jefferson Oliveira, Rafael Tubino, Telmo Augusto, Victor do Chapéu, Gabriel Lima, Flávio Morganti, Daniel Rizzo, Filipe Zizou, Valtinho Botafogo                                                  | Lico Monteiro                  |
| 8     | Lins Imperial                     | Jovelina, a Pérola Negra do Samba                                                  | Yanick Mazonni, Wallace Flabuçu, Pedro Vapor, Bruno Rezende, Lucas Maerins, Jorginho Imperial, Vitor Barrros, Victor Mendes                                                                                      | Rafael Tinguinha               |
| 9     | Acadêmicos do Engenho da Rainha   | Rudá, a criação do mundo em um conto de amor                                       | Wendel Couto, Marcelo Cordeiro Ramos, Jorge Matias de Oliveira, Maykon Rodrigues, Mateus Pranto, Gabriel Simões, Dowglas Diniz, Hugo Santana, Matheus Machado                                                    | Rafael Faustino                |
| 10    | Acadêmicos do Cubango             | Os Pássaros da Noite e o Segredo das Criações                                      | Róbson Ramos, Gegê Fernandes, Anderson Lemos, Bello, Sérgio Careca, Thiago Meiners, Duda Tonon, Manolo, Fadico e Júnior Fionda                                                                                   | Alexandre Simpatia             |
| 11    | Alegria da Zona Sul               | Festa no Quilombo Reedição de 2003                                                 | Fio, Moura e Expedito | Hugo Júnior                    |
| 12    | Flor da Mina do Andaraí           | Renascença Clube - Quilombo Urbano da Resistência Negra                            | Carlos Figueiredo, Jocelio Coutinho, Claudio Russo, Fadico, Waltencir Basros, Júnior Fionda, Alexander Gomes, Rebeca Correa, Fabiano Sayão, Ronie Machado                                                        | Psé Diminuta Carlinhos Aniceto |
| 13    | Leão de Nova Iguaçu               | Festa de Preto                                                                     | Roxinho, Menílson, André Freitas, Adílson Dr, Nílton e Gesualdi | Tiganá                         |
| 14    | Concentra Imperial                | Concentra Imperial anuncia: Recreio... Sol, Mar e Folia                            | Franciney Barbosa, Wendel Couto, Daniel Brazinha, Douglas Ramos, Nito de Souza, Marcelo Borboleta, Marcos Padrinho                                                                                               | Henrique Negão Flávio Climagia |
| 15    | Unidos do Jacarezinho             | Na Fé dos Padroeiros, o Rio pede Paz                                               | Araguaci do Carmo, Jorge do Batuke e Humberto da Fazenda | Ailton Santos Ciganerey        |
| 16    | Acadêmicos do Dendê               | Na Beleza das Flores e no Brilho das Cores... Mulheres Guerreiras do nosso Brasil! | Leo Berê, Ricardo Carvalho, Wagner Zanco, Fagundinho Fagundinho, Joca Amaral; Rogerio Maximo, Fernando Sape, Alfredo Maio, Almeida Sambista, Reginaldo dos santos, Beto Português, Sergio Português              | Doum Guerreiro                 |
| 17    | Feitiço Carioca                   | Vai dizer que tá com medo do meu Feitiço!?                                         | Haru Oliveira, Clara Vidal, Arthur Gabriel, Juan Reis e Breno Medeiros | Betinho do Cavaco              |
| 18    | Independente da Praça da Bandeira | Da brisa do mar à luz do luar de Maricá                                            | Marquinho Bombeiro, Salviano Salviano, Sergio Pires, Mauro Gaguinho, Diego Nascimento, Serginho do Porto | Diego Nascimento               |
| 19    | Mocidade Unida do Santa Marta     | Sextou #É Só Sucesso                                                               | Raí Trovisck, Dalton Cunha, Guilherme Salgueiro, Rafael Zimmermann, Marina Laiun, Daniel Guimarães, Renan Uccelli e Mônica de Aquino                                                                             | Raí Trovisck                   |
| 20    | Botafogo Samba Clube              | Taina-Kan: A Estrela Solitária                                                     | Thiago Meneirs, Valtinho Botafogo, Richard Valença, Tico do Gato, Rodrigo Alves, Pitty de Menezes, Chicão, Gabriel Coelho, Valentinna Farias, Rodrigo Peçanha e Clebão                                           | Chicão                         |
| 21    | Acadêmicos de Santa Cruz          | As Bruxas estão Soltas!                                                            | M. Glacê, Ditão, Charuto, M. Borboleta, Marquinho Bombeiro, Igor, Mathias, Eduardo Sítio, Eu e Ela; Mel e Fernando de Lima                                                                                       | Roninho Luizinho Andanças      |
| 22    | Unidos de Lucas                   | A Floresta do Amazonas                                                             | Tem Tem Jr, Marcelinho Santos, João Vidal, Rafael Ribeiro, Jefferson Oliveira, Valtinho Botafogo | Clóvis Pê Viny Machado         |
| 23    | Arrastão de Cascadura             | Icamiabas                                                                          | Amaury Dos Santos, Guto, Jacy Inspiração, Netinho Netinho | Marquinhos Silva               |
| 24    | Vizinha Faladeira                 | O Cais da Resistência                                                              | Rodolfo Caruso, Rodrigo Carvalho, Luiz Fernando, Miguel Bezerra, Osmar Nunes, Ricardo Cardoso Jr | Enzo Belmonte                  |
| 25    | Império da Uva                    | Dos Trilhos do Passado a um Novo Tempo: Japeri!                                    | Mauro Naval, Ali Gringo Jabr, Gylnei Bueno, Fernando de Lima, Franck William, J. Mathias, TM e Leozinho Nunes | Aldo Ribeiro Leozinho Nunes    |
| 26    | Unidos da Barra da Tijuca         | Encontro das Águas                                                                 | Milton Carvalho, Flavinho Bento, Mariozin, Marcelo Martins, Bujão, Duca Mendonça, Júnior Ribeiro, Juninho UBT, Márcio Mendonça, Ciraninho                                                                        | Alex Ribeiro                   |
| 27    | União de Jacarepaguá              | A Criação Vodun e o Candomblé Jejê                                                 | Valtinho Botafogo, Diego Nicolau, Tem-Tem Jr, Marcelinho Santos, Romeu D’Malandro, Matheus Lebre, Ronie Oliveira e Phabbio Salvatti.                                                                             | Zé Paulo Miranda               |
| 28    | Acadêmicos de Jacarepaguá         | Quem tem sua Capa Escapa!                                                          | Robson Alcantara, Dimas Mello, Lício Pádua, Marcio Sá, Maria Madalena, Claudio Gladiador | Léo Simpatia Bia Lopes         |
| 29    | Caprichosos de Pilares            | A Cobra vai Fumar                                                                  | Salvador Gomes, Ailton Guimarães, Professor Lacerda, Vanderlei Martins, Torres de Pilares, Igor Pitta, Cleonte Poeta. Darli Caetano                                                                              | Maderson Carvalho              |
| 30    | Fla Manguaça                      | Quer Apostar?                                                                      | Cláudio Russo, Gabriel Simões | Hudson Luiz Júlia Alan         |
| 31    | Acadêmicos da Rocinha             | Pra não dizer que não falei de Flores Reedição de 1992                             | Celso, Marquinho, Moacir Alves e Marcos | Dodô Ananias                   |
| 32    | Arame de Ricardo                  | Quando Crescer, Quero Ser Criança... O Arame Te Ensina Brincando!!!                | Gigi da Estiva, Alexandre Reis, Cacau do Esporte, Fabrício Amaral, Giovane Melo | Giovane Melo André Campaña     |

## 2024: Série Bronze
| Faixa | Escola                   | Enredo                                                                                      | Autor | Intérprete                                    |
| ----- | ------------------------ | ------------------------------------------------------------------------------------------- | --- | --------------------------------------------- |
| 1     | Raça Rubro-Negra         | Kizomba, Festa da Raça Reedição da Vila Isabel 1988                                         | Rodolpho, Jonas, Luiz Carlos da Vila | Pingo Sargento                                |
| 2     | Villa Rica               | Mulheres do Brasil                                                                          | Mamau de Castro, Igor K, Leozinho Nunes | Júlia Castro                                  |
| 3     | Império de Brás de Pina  | No Olhar de um Menino, o Esplendor dos Rouxinóis                                            | Adriano Amaral, Luh Andrade, Felipe Lima, Franciley China, Monika Moretty, Ronaldo Ornelas JR, Renato Poubel                                                                                          | Felipe Lima Monika Moretty                    |
| 4     | Bangay                   | Atlântida - A Lendária Ilha e o Reino Perdido                                               | Ricardo Simpatia, Zé Glória, Franco Cava, Roger Corrêa, Tony Negro, Henrique Souza, Flavinho Avellar, Jorginho Mocidade                                                                               | Pâmela Falcão                                 |
| 5     | Império Ricardense       | Patativa do Assaré - Um Poema de amor ao Nordeste                                           | Leo Berê, Adelmo Luiz | Nélio Marins                                  |
| 6     | Império de Nova Iguaçu   | O Tigre da Sorte! A Grande Aposta                                                           | Samir Trindade, Jefferson Oliveira, Victor do Chapéu, John Bahiense | Gabriel Chocolate                             |
| 7     | Difícil é o Nome         | A Grande estrela - O Sol Reedição de 1995                                                   | Serginho do Porto, André Fullgaz, Pituca, Sérgio Saracutaco | Duda SG                                       |
| 8     | Alegria do Vilar         | Para Sempre Jorge Lafond!                                                                   | Julio Pagé, Osmar Fernandes, Gabriel Machado, Mano Gaspar, Diego Nogueira, Tem Tem Jr, Darlom Marins, Marco Aurélio Verlingues, Wagner Zanco                                                          | Mário Sérgio Hugo Beiço Rosa Dedélio do Samba |
| 9     | Rosa de Ouro             | Bahia: E o povo na rua cantando é feito uma reza, um ritual... Reedição da Portela 2012     | Luiz Carlos Máximo, Naldo, Toninho Nascimento, Wanderley Monteiro | Edinho Gomes                                  |
| 10    | Cosmos                   | A Revolução da Bicharada                                                                    | Douglas Ramos, Venilton Silveira, William da Silva, José Eduardo, Miguel Campello, Rogério Freire | Rogério Santos                                |
| 11    | Cidade de Deus           | Sou Mocidade, sou Romeiro. Meu Padroeiro é o Santo Casamenteiro                             | Léo Simpatia, Odmar do Banjo, Luis Caxias, Valdo Valdo, Vagner Silva, Caíque Alves, Paulo Henrique Sampaio, Edson Ribeiro, Fabiano Ramos, Alexandre Alegria, Ribamar Bibiano                          | Erivelton Silva Rogério Corrêa                |
| 12    | Gato de Bonsucesso       | Abre-te, Sésamo!!                                                                           | Aldair Careca, João Vidal, Cosme Araújo, Claudio Vagarezza, Thiago Martins, Luciano Flauzino, Valtinho Braga, Gilberto Júnior, Ali Jabr, Mauro Naval, Léo Trinta, Luis Carlos D"Avenida, Jota Mathias | Felipão Lima Paula Princi                     |
| 13    | Unidos do Cabuçu         | Será que sempre deu camelo na cabeça?                                                       | Gabriel Leal, Felipe Nobre, Pedro Russo, Adaílton Aquino, Henrique Cesar, Charles Braga, Flávio Dutra                                                                                                 | Sandro Mota                                   |
| 14    | Parque Curicica          | Lendas, mistérios e magias. Não creio, mas... sei lá, nê? Reedição de 2010                  | Tonho, Fabian, Berequinho de JPA, Aniceto, Itamar | Luiz Paulo Jr                                 |
| 15    | Jardim Bangu             | Flores - um culto aos deuses                                                                | Celso do Tamanco, Renan Diniz Valença, Denis Moraes, Rafael Gonçalves, Marquinhos Beija-Flor, João Gabriel, Ralfe do Nascimento, Pedro Lucca                                                          | Luiz Paulo                                    |
| 15    | Siri de Ramos            | Doce Infãncia                                                                               | Leozinho, Thiago Santos, Willian Hartman, Marcelo Pisca, Carlos Mocidade, Marcão Bam-Bam | Jefão                                         |
| 15    | Imperadores Rubro-Negros | É Lixo, É Resto, É Trapo, Resíduo, Mulambo, Farrapo; Reciclar É a Magia de Renascer!        | Gigi da Estiva, Alexandre Reis, Alisson Picanço | Thiago Santos                                 |
| 15    | Chatuba                  | Estava a Toa na Vida, Minha Chatuba Chamou! pra Ver o Circo Passar, Contando Coisas de Amor | Tiago Alexandrino, Tadeuzinho, Alexandre Valle, Paulo Bispo, Marcão Mangaratiba, Mário Santana, Carlos de Barros, Amilton Cordeiro, Marcelo Machado, JC Saraiva, Nego Pidy                            | Vinícius Silva                                |
| 15    | TPM                      | Lugar de mulher é onde ela quiser! Reedição do Império Serrano 2020                         | Aluísio Machado, Thiago Bahiano, Matheus Machado, Rafael Prates, Luiz Henrique, Beto BR, Renan Diniz, Lucas Donato, Dudu Senna, Carlos Sena, Deodonio Neto, Marcelo Nunes, Arlindinho                 | Debora Cruz Ledjane Motta                     |
| 16    | Mocidade Vicentina       | Morena, Menina Danada, minha Mulata Apaixonada                                              | Robinho da Portela, Lício Pádua, Jorge PQD, Valtinho Botafogo | Kissandro Lourinho                            |
| 17    | Acadêmicos do Peixe      | Bilhete Premiado                                                                            | Jr Fionda, Jefferson Oliveira, Valtinho Botafogo | Tem-Tem Jr Diogo Rosa                         |
| 18    | Boi da Ilha              | Boi, Bonito e Barato Reedição da União da Ilha 1980                                         | Robertinho Devagar, Jorge Ferreira, Edinho Capeta | Nando Pessoa                                  |
| 19    | Guerreiros Tricolores    | Guerreiros do Destino - A História de um Ideal além dos Tempos...                           | Alexandre Araújo, Léo Perez, Rodrigo Gauz, Flavinho Bento, Patrick Soares, Candido Bugarin, Claudinho DVD                                                                                             | Claudinho Manhães                             |

## 2025: Série Prata
| EP 1  | EP 1                              | EP 1                                                                                             | EP 1 | EP 1                        | EP 1 | EP 1 | EP 1 | EP 1 | EP 1 | EP 1 | EP 1 | EP 1 | EP 1 | EP 1 | EP 1 | EP 1 | EP 1 | EP 1 | EP 1 | EP 1 | EP 1 | EP 1 | EP 1 | EP 1 |
| Faixa | Escola                            | Enredo                                                                                           | Autor | Intérprete                  |      |      |      |      |      |      |      |      |      |      |      |      |      |      |      |      |      |      |      |      |
| ----- | --------------------------------- | ------------------------------------------------------------------------------------------------ | --- | --------------------------- | ---- | ---- | ---- | ---- | ---- | ---- | ---- | ---- | ---- | ---- | ---- | ---- | ---- | ---- | ---- | ---- | ---- | ---- | ---- | ---- |
| 1     | Acadêmicos da Abolição            | Os Reis da Rua                                                                                   | Cláudio Russo, Lequinho, Thiago Meiners, Cláudio Matos, Fadico, Zé Moraes, Igor Fininho e Victor Mendes | Emerson Dias Digão Audaz    |      |      |      |      |      |      |      |      |      |      |      |      |      |      |      |      |      |      |      |      |
| 2     | Alegria do Vilar                  | Zé Lourenço: Do Caldeirão da Fé à Semeadura da Vida                                              | Leozinho Nunes, Ali Gringo, Thiago Martins, Altair Careca, Mauro Naval, Gilnei Bueno, Luciano Gomes, Frank e Everton Messias | Leozinho Nunes              |      |      |      |      |      |      |      |      |      |      |      |      |      |      |      |      |      |      |      |      |
| 3     | Arrastão de Cascadura             | Teatro Experimental do Negro - Arte, Cultura e Resistência                                       | Jayme César, Richard Valença, Julio Pinel, Serginho Rocco, Rodrigo Gomes, Nilson Lemos, Orlando Ambrosio, Evandro Irajá, Cosminho, Berval e Anderson Alemao                                                                                         | Marquinhos Silva            |      |      |      |      |      |      |      |      |      |      |      |      |      |      |      |      |      |      |      |      |
| 4     | Unidos de Lucas                   | As Lambanças de Dois Cabras da Peste, o Testamento, Alguns Tostões e o Livramento da Compadecida | Erick Marques, Breno Medeiros, Haru Oliveira, Lucas Farias, Kaíque Rocha, Clara Vidal, Juan Reis, Rodrigo Tinoco, Bruno Braga Da Alta e Ricardo Ferreira                                                                                            | Viny Machado                |      |      |      |      |      |      |      |      |      |      |      |      |      |      |      |      |      |      |      |      |
| 5     | Império da Tijuca                 | Ebó: Oferendas para os Deuses                                                                    | Vitor Barros, Gigi Da Estiva, Jefferson, Oliveira, Victor Mendes, Leandro Canavarro, Gabriel, Sorriso, Rodrigo Carvalho, Vando Cardoso, Bola, Márcio, André, Rodrigo Tinoco, Léo Rodrigues, Marquinho Gordão, André Aleixo, Barreirinha e Cabelinho | Rafael Tinguinha            |      |      |      |      |      |      |      |      |      |      |      |      |      |      |      |      |      |      |      |      |
| EP 2  |                                   |                                                                                                  | |                             |      |      |      |      |      |      |      |      |      |      |      |      |      |      |      |      |      |      |      |      |
| Faixa | Escola                            | Enredo                                                                                           | Autor | Intérprete                  |      |      |      |      |      |      |      |      |      |      |      |      |      |      |      |      |      |      |      |      |
| 1     | Acadêmicos da Rocinha             | O Menor Espetáculo da Terra                                                                      | Fred Lima, Leandro Rc, Ronaldo Nunes, Jorge Alckmista, Vinicius Amaral e Daniel Katar | Lico Monteiro               |      |      |      |      |      |      |      |      |      |      |      |      |      |      |      |      |      |      |      |      |
| 2     | Cubango                           | Àyàn – O Espírito dos Tambores                                                                   | Robson Ramos, Vinicius Xavier, Anderson Lemos, Sérgio Careca, Pequinho, Nego Vinny, Manolo, Thiago Meiners, Miltinho e Pará Da Souza | Alexandre Simpatia          |      |      |      |      |      |      |      |      |      |      |      |      |      |      |      |      |      |      |      |      |
| 3     | Alegria de Copacabana             | Carnaval, A Alegria de Copacabana                                                                | Gabriel Coelho, Julio Pagé, Leandro Thomaz, Luana Pinheiro, Jp Ribeiro, Luiz Brinquinho, Alan Miranda e Leandro Santos | Chicão                      |      |      |      |      |      |      |      |      |      |      |      |      |      |      |      |      |      |      |      |      |
| 4     | Chatuba de Mesquita               | Funk-se Quem Quiser                                                                              | Tiago Moraes, Cristiano Foguinho, Mário Jr, Tem-Tem Jr, Nego Pidy, Zé Carlos Do Cavaco, Mestre Makayba, Mauro Naval, Thiago Martins, Ali Gringo e Leozinho Nunes                                                                                    | Marcos Vinicius             |      |      |      |      |      |      |      |      |      |      |      |      |      |      |      |      |      |      |      |      |
| 5     | União de Jacarepaguá              | Asas – Sonho de Muitos, Privilégio de Poucos, Tecnologia de Todos Reedição de 2002               | Luisinho Oliveira, Alexandre Valle, Henrique Guerra, Élio Sabino e Ulisses | Zé Paulo Miranda            |      |      |      |      |      |      |      |      |      |      |      |      |      |      |      |      |      |      |      |      |
| EP 3  |                                   |                                                                                                  | |                             |      |      |      |      |      |      |      |      |      |      |      |      |      |      |      |      |      |      |      |      |
| Faixa | Escola                            | Enredo                                                                                           | Autor | Intérprete                  |      |      |      |      |      |      |      |      |      |      |      |      |      |      |      |      |      |      |      |      |
| 1     | Feitiço Carioca                   | Griot, Memórias da Carne                                                                         | Macaco Branco, Prof. Carlos Bebeto, Rafael Chokito e Daniel Victor | Betinho do Feitiço          |      |      |      |      |      |      |      |      |      |      |      |      |      |      |      |      |      |      |      |      |
| 2     | Renascer de Jacarepaguá           | Aqualtune: a inspiração forjada em pele preta                                                    | Xande de Pilares, Thiago Coimbra, Rafael Gigante, Vinicius Ferreira, Diego Nicolau, Mingau, Jefferson Oliveira, Charles Silva, Kaique Gigante e Leonardo Bessa                                                                                      | Leonardo Bessa              |      |      |      |      |      |      |      |      |      |      |      |      |      |      |      |      |      |      |      |      |
| 3     | Unidos da Vila Santa Tereza       | Salve Vovó Maria Joanna Rezadeira! Salve o Jongo da Serrinha! Saravá, Saravá, Saravá             | Cláudio Russo, Amaro Poeta, Mateus Pranto, Fagundinho, Raphael Gravino, Ciganerey e Alex Senna | Ciganerey                   |      |      |      |      |      |      |      |      |      |      |      |      |      |      |      |      |      |      |      |      |
| 4     | Independente da Praça da Bandeira | Sinfonia Poética Daqueles Que Não Se Deixaram Calar                                              | Téo Meriti, Léo Trinta, Diego Nascimento, Serginho do Porto, Dimmy Martins, Dilson Marimba e Fio Cabral | Diego Nascimento            |      |      |      |      |      |      |      |      |      |      |      |      |      |      |      |      |      |      |      |      |
| 5     | Jacarezinho                       | Eureka! E fez-se a Luz!                                                                          | Neguinho da Beira, Marcelo Poesia, Carlinhos Maciel, Ari Jorge, Hailton Lima, Vinícius Bin Laden, Ricardo Construção e Himalaia | Aílton Santos               |      |      |      |      |      |      |      |      |      |      |      |      |      |      |      |      |      |      |      |      |
| EP 4  |                                   |                                                                                                  | |                             |      |      |      |      |      |      |      |      |      |      |      |      |      |      |      |      |      |      |      |      |
| Faixa | Escola                            | Enredo                                                                                           | Autor | Intérprete                  |      |      |      |      |      |      |      |      |      |      |      |      |      |      |      |      |      |      |      |      |
| 1     | Fla Manguaça                      | Coletivo Gazela Negra: O Quilombo Contra o Racismo                                               | Pretinho da Serrinha, Fred Camacho, Gustavo Clarão e Tito José | Julia Alan Hudson Luiz      |      |      |      |      |      |      |      |      |      |      |      |      |      |      |      |      |      |      |      |      |
| 2     | Independentes de Olaria           | Vagalume: O Lumiar do Rio Negro                                                                  | Romeu D'Malandro, Gabriel Simões, Rodrigo Tinoco, Renan Diniz, Geraldo M Felicio, Gabriel Machado, Josy Pereira, Denis Moraes, Ricardinho Professor, Marcelo Mineiro, Telmo Augusto, Gilsinho da vila, Silviano e Laura Texeira                     | Rodrigo Tinoco              |      |      |      |      |      |      |      |      |      |      |      |      |      |      |      |      |      |      |      |      |
| 3     | Mocidade Unida do Santa Marta     | Ajeum: Alimento do Corpo e Alma                                                                  | Henrique Santos, Pato Roco, Luiz Fernando (Nem), Bia Florindo, Rico Bernardes, Ari Jorge, Bruninho Camarote e Tales Fernando | Raí Trovisck                |      |      |      |      |      |      |      |      |      |      |      |      |      |      |      |      |      |      |      |      |
| 4     | Acadêmicos do Engenho da Rainha   | Ijexá                                                                                            | João Vidal, Jurandir Terra, Juca, Gabriiel Marcus, Su Alves, Barunga e Rodrigo Jacopetti | Thiago Brito                |      |      |      |      |      |      |      |      |      |      |      |      |      |      |      |      |      |      |      |      |
| 5     | Santa Cruz                        | Os Sagrados Altares Tupiniquins                                                                  | Elias Andrade, Rafael Lima, Samir Trindade, Aurélio Brito, Zé Glória, Pierre Perez, Luiz Brasília e Carla da Barreira | Roninho                     |      |      |      |      |      |      |      |      |      |      |      |      |      |      |      |      |      |      |      |      |
| EP 5  |                                   |                                                                                                  | |                             |      |      |      |      |      |      |      |      |      |      |      |      |      |      |      |      |      |      |      |      |
| Faixa | Escola                            | Enredo                                                                                           | Autor | Intérprete                  |      |      |      |      |      |      |      |      |      |      |      |      |      |      |      |      |      |      |      |      |
| 1     | Tubarão de Mesquita               | Repense, reflita, recicla: Vem na onda da sustentabilidade com a Tubarão de Mesquita!            | Romulo Massacesi e Allan Vinícius | Ito Melodia                 |      |      |      |      |      |      |      |      |      |      |      |      |      |      |      |      |      |      |      |      |
| 2     | Vizinha Faladeira                 | Carnaval Pra Gringo Ver                                                                          | Helinho 107, Samir Trindade, Edu Cuíca, JP Figueira e João Lucas da Marquês | Marcelinho Enzo Belmonte    |      |      |      |      |      |      |      |      |      |      |      |      |      |      |      |      |      |      |      |      |
| 3     | Sereno de Campo Grande            | No sertão, se onde tem Sereno, têm corujas... Onde existem profetas... têm chuvas!!!             | Jaci Campo Grande, Sergio Alan, Laio Lopes, Fabio Rodrigues, Reinaldo Chevett, Marcelinho do Cavaco, Aurélio Brito, Rogerinho e Galego | Antônio Carlos Marcio Preza |      |      |      |      |      |      |      |      |      |      |      |      |      |      |      |      |      |      |      |      |
| 4     | Unidos da Barra da Tijuca         | Sapucaí: Uma Viagem em 4 Tempos                                                                  | Charlles André, Carlitos Santos, Richard Valença, Dudu Senna, Hilara, Juninho UBT, Alê Almeida, Juca e Bello Dantas | Alex Ribeiro                |      |      |      |      |      |      |      |      |      |      |      |      |      |      |      |      |      |      |      |      |
| 5     | Império de Nova Iguaçu            | O Paraíso Noçokem                                                                                | Samir Trindade, Rene Barbosa, Herval Neto e Daniel Paixão | Bruno Ribas                 |      |      |      |      |      |      |      |      |      |      |      |      |      |      |      |      |      |      |      |      |
| EP 6  |                                   |                                                                                                  | |                             |      |      |      |      |      |      |      |      |      |      |      |      |      |      |      |      |      |      |      |      |
| Faixa | Escola                            | Enredo                                                                                           | Autor | Intérprete                  |      |      |      |      |      |      |      |      |      |      |      |      |      |      |      |      |      |      |      |      |
| 1     | Boi da Ilha                       | Arrepia Boi da Ilha                                                                              | Cadinho (in memorian), Rafinha da Ilha, Fábio Teixeira, Laura Romero, Luizinho das Camisas, Rosangela Cunha e Sérgio Beto | Nino do Milênio             |      |      |      |      |      |      |      |      |      |      |      |      |      |      |      |      |      |      |      |      |
| 2     | Flor da Mina do Andaraí           | Vento que venta lá, venta cá, salve o Caboclo Ventania                                           | Xande de Pilares, Pedrinho da Flor, Rafael Gigante, Vinicius Ferreira, Charles Silva, Fabinho Ribeiro, Aniceto, Miguel Dibo, Alex Salgueiro, Manolo e Jorginho Via 13                                                                               | Fábio Ribeiro               |      |      |      |      |      |      |      |      |      |      |      |      |      |      |      |      |      |      |      |      |
| 3     | Império da Uva                    | Abayomis, boneca preta do Brasil! Da ancestral referência à resistência atual                    | Ricardo Ferreira, Marcelo Adnet, Erick Marques, Damião Amaral, Lucas Farias, Juan Reis, Haru Oliveira, Lucas Fionda, Arthur Gabriel, Vinicius da Toka, Tales Fernando e Clara Vidal                                                                 | Charles Silva               |      |      |      |      |      |      |      |      |      |      |      |      |      |      |      |      |      |      |      |      |
| 4     | Concentra Imperial                | Quem Me Guia                                                                                     | Marcelo Borboleta, Douglas Ramos, Nilo de Souza, Burunga, Alan, Renan Diniz, Marcota, Pedro Silva, Alexandre Lima, Naval e Wendel Couto | Sandro Mota Henrique Negão  |      |      |      |      |      |      |      |      |      |      |      |      |      |      |      |      |      |      |      |      |
| 5     | Leão de Nova Iguaçu               | O Grande Obá                                                                                     | Mauro Naval, Mortadela, Romulo Massacesi, Doguinho, Jorge Mathias, Bertolo, Luciano Gomes e Flavinho Avelar | Taroba Márcio Orelha        |      |      |      |      |      |      |      |      |      |      |      |      |      |      |      |      |      |      |      |      |

## 2025: Série Bronze
| EP 1  | EP 1                            | EP 1                                   | EP 1 | EP 1 | EP 1 | EP 1 | EP 1 | EP 1 | EP 1 | EP 1 | EP 1 | EP 1 | EP 1 | EP 1 | EP 1 | EP 1 | EP 1 | EP 1 | EP 1 | EP 1 | EP 1 | EP 1 | EP 1 | EP 1 |
| Faixa | Escola                          | Intérprete                             |      |      |      |      |      |      |      |      |      |      |      |      |      |      |      |      |      |      |      |      |      |      |
| ----- | ------------------------------- | -------------------------------------- | ---- | ---- | ---- | ---- | ---- | ---- | ---- | ---- | ---- | ---- | ---- | ---- | ---- | ---- | ---- | ---- | ---- | ---- | ---- | ---- | ---- | ---- |
| 1     | Acadêmicos de Jacarepaguá       | Gabriel Salles Letícia Jesus           |      |      |      |      |      |      |      |      |      |      |      |      |      |      |      |      |      |      |      |      |      |      |
| 2     | Unidos de Cosmos                | Rogério Santos                         |      |      |      |      |      |      |      |      |      |      |      |      |      |      |      |      |      |      |      |      |      |      |
| 3     | Império de Brás de Pina         | Felipe Lima                            |      |      |      |      |      |      |      |      |      |      |      |      |      |      |      |      |      |      |      |      |      |      |
| 4     | Leão de Quintino                | Chitão Martins                         |      |      |      |      |      |      |      |      |      |      |      |      |      |      |      |      |      |      |      |      |      |      |
| EP 2  |                                 |                                        |      |      |      |      |      |      |      |      |      |      |      |      |      |      |      |      |      |      |      |      |      |      |
| Faixa | Escola                          | Intérprete                             |      |      |      |      |      |      |      |      |      |      |      |      |      |      |      |      |      |      |      |      |      |      |
| 1     | Arame de Ricardo                | Ronaldo Júnior Diego Natural           |      |      |      |      |      |      |      |      |      |      |      |      |      |      |      |      |      |      |      |      |      |      |
| 2     | Força Jovem                     | Serginho do Porto                      |      |      |      |      |      |      |      |      |      |      |      |      |      |      |      |      |      |      |      |      |      |      |
| 3     | Lins Imperial                   | Rafael Santos Pedro Vapor Vítor Barros |      |      |      |      |      |      |      |      |      |      |      |      |      |      |      |      |      |      |      |      |      |      |
| 4     | Império Ricardense              | Nélio Marins                           |      |      |      |      |      |      |      |      |      |      |      |      |      |      |      |      |      |      |      |      |      |      |
| EP 3  |                                 |                                        |      |      |      |      |      |      |      |      |      |      |      |      |      |      |      |      |      |      |      |      |      |      |
| Faixa | Escola                          | Intérprete                             |      |      |      |      |      |      |      |      |      |      |      |      |      |      |      |      |      |      |      |      |      |      |
| 1     | União do Parque Curicica        | Luiz Paulo Jr                          |      |      |      |      |      |      |      |      |      |      |      |      |      |      |      |      |      |      |      |      |      |      |
| 2     | Acadêmicos do Dendê             | Doum Guerreiro                         |      |      |      |      |      |      |      |      |      |      |      |      |      |      |      |      |      |      |      |      |      |      |
| 3     | Siri de Ramos                   | Jefão                                  |      |      |      |      |      |      |      |      |      |      |      |      |      |      |      |      |      |      |      |      |      |      |
| 4     | Unidos da Vila Kennedy          | Jhonatan Romão                         |      |      |      |      |      |      |      |      |      |      |      |      |      |      |      |      |      |      |      |      |      |      |
| 5     | Unidos da Villa Rica            | Júlia Castro Diogo Ribeiro             |      |      |      |      |      |      |      |      |      |      |      |      |      |      |      |      |      |      |      |      |      |      |
| EP 4  |                                 |                                        |      |      |      |      |      |      |      |      |      |      |      |      |      |      |      |      |      |      |      |      |      |      |
| Faixa | Escola                          | Intérprete                             |      |      |      |      |      |      |      |      |      |      |      |      |      |      |      |      |      |      |      |      |      |      |
| 1     | Acadêmicos do Peixe             | Léo Simpatia Bia Lopes                 |      |      |      |      |      |      |      |      |      |      |      |      |      |      |      |      |      |      |      |      |      |      |
| 2     | Acadêmicos do Recreio           | Marquinho Art'Samba                    |      |      |      |      |      |      |      |      |      |      |      |      |      |      |      |      |      |      |      |      |      |      |
| 3     | Unidos do Cabuçu                | Flávio Climaglia                       |      |      |      |      |      |      |      |      |      |      |      |      |      |      |      |      |      |      |      |      |      |      |
| 4     | Caprichosos de Pilares          | Maderson Carvalho                      |      |      |      |      |      |      |      |      |      |      |      |      |      |      |      |      |      |      |      |      |      |      |
| 5     | Imperadores Rubro-Negros        | Thiago Santos                          |      |      |      |      |      |      |      |      |      |      |      |      |      |      |      |      |      |      |      |      |      |      |
| EP 5  |                                 |                                        |      |      |      |      |      |      |      |      |      |      |      |      |      |      |      |      |      |      |      |      |      |      |
| Faixa | Escola                          | Intérprete                             |      |      |      |      |      |      |      |      |      |      |      |      |      |      |      |      |      |      |      |      |      |      |
| 1     | Bangay                          | Maguinho                               |      |      |      |      |      |      |      |      |      |      |      |      |      |      |      |      |      |      |      |      |      |      |
| 2     | Gato de Bonsucesso              | Paula Princi                           |      |      |      |      |      |      |      |      |      |      |      |      |      |      |      |      |      |      |      |      |      |      |
| 3     | Raça Rubro-Negra                | Pingo Sargento                         |      |      |      |      |      |      |      |      |      |      |      |      |      |      |      |      |      |      |      |      |      |      |
| 4     | Mocidade de Vicente de Carvalho | Kissandro Lourinho                     |      |      |      |      |      |      |      |      |      |      |      |      |      |      |      |      |      |      |      |      |      |      |